# Fumetti di Hellboy
Elenco delle pubblicazioni a fumetti dedicate al personaggio di Hellboy e al suo universo narrativo, ideati da Mike Mignola, pubblicate da Dark Horse Comics. In Italia la prima casa editrice a pubblicare Hellboy è stata la Comic Art nel dicembre del 1994, dal 1996 al 2024 è stata la Magic Press ad occuparsene a cui poi è succeduta la Star Comics.

## Storia editoriale
La prima idea per il personaggio di Hellboy Mike Mignola l'ebbe nel 1991 quando realizzò un'illustrazione in bianco e nero di un demone per un opuscolo del Great Salt Lake Comic-Con. Questo personaggio aveva scritto sulla cintura "Hell Boy" e anche se non aveva alcun piano all'epoca, il nome gli piacque. Quel disegno venne incluso nel volume The Art of Hellboy e utilizzato come base per la statua First Hellboy realizzata da Mondo Tees.
Una seconda illustrazione in cui compare un prototipo di Hellboy Mignola la realizzò nel 1993 in coppia con Nicola Mari per la copertina del quarto numero della rivista Dime Press in cui un grigio Hellboy sta assalendo un atipico Nathan Never dotato di ali e coda diaboliche e con in mano un crocifisso.
Per Mignola il personaggio diventa l'occasione di realizzare storie che aveva già pensato in precedenza, ma che mancavano di un protagonista. Un'idea poi scartata prevedeva che Hellboy facesse parte di una squadra di cinque personaggi, ma non riusciva a pensare ad un nome per il gruppo che gli piacesse.
Prima di proporre il progetto alla Dark Horse, Mignola incontrò anche un gruppo di dirigenti della DC Comics che apprezzarono il personaggio, ma non il riferimento all'Inferno. In occasione del San Diego Comic-Con del 1993 la Dark Horse pubblica la prima storia breve in bianco e nero di Hellboy, Mignola's Hellboy, scritta da Mike Mignola e John Byrne e disegnata da Mignola, all'interno della rivista antologica San Diego Comic-Con Comics 2.
La prima storia lunga di Hellboy è la miniserie Il seme della distruzione pubblicata nel 1994 a cui hanno fatto seguito storie autoconclusive e miniserie pubblicate in albi eponimi oppure all'interno di riviste contenitore come Dark Horse presents.... Nelle edizioni in volume degli archi narrativi della serie Mignola ha molte volte incluso al loro interno storie inedite le quali o concludono la trama ponendosi come nuovo epilogo oppure sono indipendenti rispetto ad essa.
Una particolarità delle prime storie di Hellboy è l'idea che si muovesse in un universo condiviso con i personaggi ideati da John Byrne e Arthur Adams per l'etichetta Legends della Dark Horse. Per questo motivo Hellboy appare in Next Men 21 di Byrne e Torcia della Libertà appare in Il seme della distruzione; ben presto si resero conto della difficoltà nel coordinare l'intero progetto e decisero che ognuno sarebbe andato per la sua strada. Il motivo della presenza di Torcia in Il seme della distruzione è perché a Mignola piaceva l'idea che ci fosse un supereroe come Capitan America insieme ai soldati e dato che Byrne aveva inventato un personaggio del genere pensò che fosse l'ideale. L'autore affermò successivamente che se avesse pensato prima al personaggio di Lobster Johnson avrebbe inserito lui al posto di Torcia.
Con il tempo Mignola ha stretto solide collaborazioni con alcuni sceneggiatori (Christopher Golden, John Arcudi, Scott Allie, Chris Roberson) e disegnatori (Richard Corben, Christopher Mitten, Matt Smith, Laurence Campbell, Duncan Fegredo, Guy Davis, Ben Stenbeck) per lo sviluppo delle storie del suo personaggio e soprattutto dei diversi spin-off che negli anni si sono affiancati alle pubblicazioni incentrate sul solo Hellboy. Vera colonna dell'universo narrativo del personaggio è il colorista Dave Stewart che ha lavorato sulla maggior parte degli albi pubblicati dal 1996 in poi.
Il primo albo spin-off è stato pubblicato nel Marzo 1998 intitolato Drums of the Dead dedicato al personaggio di Abe Sapien. Tra Dicembre 2001 e Febbraio 2002 è uscita la prima miniserie dedicata al B.P.R.D. come esperimento per verificare se l'universo narrativo di Hellboy potesse includere storie che non lo vedessero protagonista. Nel Dicembre 2014 debutta Hellboy and the B.P.R.D. che è contemporaneamente uno spin-off di Hellboy e di B.P.R.D.. Nel Novembre 2020 viene pubblicata la prima storia del serie Young Hellboy dedicato ad un giovane Hellboy e ambientato negli anni '40.
Altri spin-off sono stati dedicati all'approfondimento e alle avventure di diversi personaggi come Lobster Johnson, Sir Edward Grey, Fiamma Nera e Frankenstein a cui si aggiungono le pubblicazioni non canoniche come i team-up con personaggi di altre case editrici (Batman/Hellboy/Starman), quelle derivate dalla versione animata (Hellboy Animated), le parodie (Hellboy Junior) e le storie per bambini (Itty Bitty Hellboy).
Nel 2020 sarebbero dovute essere pubblicate due miniserie sceneggiate da Mike Mignola e Scott Allie, Frankenstein Undone e The Last Knight of St. Hagan, ma dopo le accuse di molestie sessuali indirizzate ad Allie sono state entrambe cancellate; della prima sono stati pubblicati i primi due albi a Gennaio e Maggio 2020.
Mignola ha affermato che due suoi fumetti, Lo stupefacente Testa a Vite e Il mago e il serpente, esistono all'interno del mondo di Hellboy: il primo è un racconto scritto da Walter Edmund Heap nel 1899 mentre il secondo è una fiaba.

### Riconoscimenti
Grazie a Hellboy Mignola ha vinto l'Harvey Award come "Best Artist" nel 1995 e 1996, nel 2000 lo ha vinto per Hellboy: Una scatola piena di malvagità mentre come "Best Cover Artist" nel 2008 e nel 2011 per Hellboy e nel 2010 per Hellboy: The Bride of Hell.
Dave Stewart ha vinto l'Harvey Award come "Best Colorist" nel 2003 per Hellboy, nel 2012 per Hellboy: The Fury, nel 2014 per Hellboy: The Midnight Circus e nel 2015 per Hellboy in Hell. Nel 1996 Hellboy: I lupi di Saint August ha vinto l'Harvey Award come "Best Graphic Album of Previously Published Work".
Hellboy: Il richiamo delle tenebre vinse nel 2008 l'Eagle Award come "Favourite Colour Comicbook – American" ricevendo anche la candidatura come "Favourite Comics Story published during 2007" mentre il personaggio di Hellboy ricevette una candidatura come "Favourite Comics Hero".
Numerosi gli Eisner Awards vinti fin dalle prime pubblicazioni:
- 1995 Best Writer/Artist: Mike Mignola (per Hellboy: Seed of Destruction)
- 1995 Best Graphic Album: Reprint: Hellboy: Seed of Destruction
- 1997 Best Writer/Artist — Drama: Mike Mignola (per Hellboy: Wake the Devil)
- 1998 Best Writer/Artist: Mike Mignola (per Hellboy: Almost Colossus, Hellboy Christmas Special, Hellboy Jr. Halloween Special)
- 1998 Best Anthology: Hellboy Christmas Special
- 2002 Best Limited Series: Hellboy: Conqueror Worm
- 2003 Best Coloring: Dave Stewart (per Hellboy: The Third Wish)
- 2004 Best Comics-Related Book: The Art of Hellboy
- 2005 Best Coloring: Dave Stewart (per B.P.R.D.)
- 2007 Best Coloring: Dave Stewart (per B.P.R.D., Hellboy)
- 2008 Best Coloring: Dave Stewart (per B.P.R.D., Hellboy, Lobster Johnson: Iron Prometheus)
- 2009 Best Limited Series: Hellboy: The Crooked Man
- 2009 Best Penciller/Inker or Penciller/Inker Team: Guy Davis (per B.P.R.D.)
- 2009 Best Coloring: Dave Stewart (per Abe Sapien: The Drowning, B.P.R.D., Hellboy)
- 2009 Best Graphic Album: Reprint: Hellboy Library Edition (Vol. 1 e 2)
- 2009 Best Publication Design: Hellboy Library Edition (Vol. 1 e 2)
- 2010 Best Coloring: Dave Stewart (per Abe Sapien, B.P.R.D., Hellboy)
- 2011 Best Single Issue (or One-Shot): Hellboy: Double Feature of Evil
- 2011 Best Cover Artist: Mike Mignola (per Hellboy)
- 2011 Best Coloring: Dave Stewart (per B.P.R.D., Hellboy)
- 2013 Best Coloring: Dave Stewart (per B.P.R.D., Hellboy in Hell, Lobster Johnson)
- 2014 Best Publication for Early Readers: Itty Bitty Hellboy
- 2015 Best Coloring: Dave Stewart (per Abe Sapien, B.P.R.D.: Hell on Earth, Hellboy in Hell, Lobster Johnson, Witchfinder)
- 2018 Best Single Issue/One-Shot: Hellboy: Krampusnacht
- 2020 Best Coloring: Dave Stewart (per B.P.R.D.: The Devil You Know, Hellboy and the B.P.R.D.)

## Pubblicazioni

### Hellboy

#### Anni '90
| Data                | Titolo                                            | Titolo italiano                      | Sceneggiatura             | Disegni      | Colori                                                | Copertina                                                                                  | Prima edizione italiana                               | Data italiana  |
| ------------------- | ------------------------------------------------- | ------------------------------------ | ------------------------- | ------------ | ----------------------------------------------------- | ------------------------------------------------------------------------------------------ | ----------------------------------------------------- | -------------- |
| Agosto 1993         | Mike Mignola's Hellboy                            | n/a                                  | Mike Mignola e John Byrne | Mike Mignola | Matthew Hollingsworth                                 | n/a                                                                                        | Hellboy 1 (seconda edizione della serie, Magic Press) | Giugno 2004    |
| Marzo 1994          | Seed of Destruction                               | Il seme della distruzione            | Mike Mignola e John Byrne | Mike Mignola | Mark Chiarello                                        | Mike Mignola                                                                               | Legend 7 (Comic Art)                                  | Dicembre 1994  |
| Aprile 1994         | Seed of Destruction                               | Il seme della distruzione            | Mike Mignola e John Byrne | Mike Mignola | Mark Chiarello                                        | Mike Mignola                                                                               | Legend 8 (Comic Art)                                  | Gennaio 1995   |
| Maggio 1994         | Seed of Destruction                               | Il seme della distruzione            | Mike Mignola e John Byrne | Mike Mignola | Mark Chiarello                                        | Mike Mignola                                                                               | Legend 9 (Comic Art)                                  | Febbraio 1995  |
| Giugno 1994         | Seed of Destruction                               | Il seme della distruzione            | Mike Mignola e John Byrne | Mike Mignola | Mark Chiarello                                        | Mike Mignola                                                                               | Legend 10 (Comic Art)                                 | Marzo 1995     |
| Maggio 1994         | Hellboy: World's Greatest Paranormal Investigator | n/a                                  | Mike Mignola e John Byrne | Mike Mignola | Matthew Hollingsworth                                 | n/a                                                                                        | n/a                                                   | n/a            |
| Agosto 1994         | The Wolves of Saint August                        | I lupi di Saint August               | Mike Mignola              | Mike Mignola | Bianco e nero (su rivista); James Sinclair (raccolta) | Mike Mignola                                                                               | Il Corvo Presenta 13 (Magic Press)                    | Agosto 1996    |
| Settembre 1994      | The Wolves of Saint August                        | I lupi di Saint August               | Mike Mignola              | Mike Mignola | Bianco e nero (su rivista); James Sinclair (raccolta) | Mike Mignola                                                                               | Il Corvo Presenta 14 (Magic Press)                    | Settembre 1996 |
| Ottobre 1994        | The Wolves of Saint August                        | I lupi di Saint August               | Mike Mignola              | Mike Mignola | Bianco e nero (su rivista); James Sinclair (raccolta) | Mike Mignola                                                                               | Hellboy 4 (prima edizione della serie, Magic Press)   | Aprile 1999    |
| Novembre 1994       | The Wolves of Saint August                        | I lupi di Saint August               | Mike Mignola              | Mike Mignola | Bianco e nero (su rivista); James Sinclair (raccolta) | Mike Mignola                                                                               | Hellboy 4 (prima edizione della serie, Magic Press)   | Aprile 1999    |
| Ottobre 1994        | Hi, My Name Is Hellboy                            | n/a                                  | Mike Mignola              | Mike Mignola | Bianco e nero                                         | n/a                                                                                        | n/a                                                   | n/a            |
| Marzo - Agosto 1995 | The Corpse                                        | Il Cadavere                          | Mike Mignola              | Mike Mignola | Matthew Hollingsworth                                 | Mike Mignola                                                                               | Il Corvo Presenta 26 (Magic Press)                    | Gennaio 1998   |
| Agosto 1995         | The Chained Coffin                                | La bara incatenata                   | Mike Mignola              | Mike Mignola | James Sinclair                                        | Bernie Wrightson                                                                           | Il Corvo Presenta 30 (Magic Press)                    | Giugno 1998    |
| Gennaio 1996        | Iron Shoes                                        | Scarpe di ferro                      | Mike Mignola              | Mike Mignola | James Sinclair                                        | Mike Mignola                                                                               | Il Corvo Presenta 18 (Magic Press)                    | Gennaio 1997   |
| Giugno 1996         | Wake the Devil                                    | Il risveglio del demone              | Mike Mignola              | Mike Mignola | James Sinclair e Dave Stewart                         | Mike Mignola                                                                               | Hellboy 1 (prima edizione della serie, Magic Press)   | Dicembre 1997  |
| Luglio 1996         | Wake the Devil                                    | Il risveglio del demone              | Mike Mignola              | Mike Mignola | James Sinclair e Dave Stewart                         | Mike Mignola                                                                               | Hellboy 1 (prima edizione della serie, Magic Press)   | Dicembre 1997  |
| Agosto 1996         | Wake the Devil                                    | Il risveglio del demone              | Mike Mignola              | Mike Mignola | James Sinclair e Dave Stewart                         | Mike Mignola                                                                               | Hellboy 1 (prima edizione della serie, Magic Press)   | Dicembre 1997  |
| Settembre 1996      | Wake the Devil                                    | Il risveglio del demone              | Mike Mignola              | Mike Mignola | James Sinclair e Dave Stewart                         | Mike Mignola                                                                               | Hellboy 1 (prima edizione della serie, Magic Press)   | Dicembre 1997  |
| Ottobre 1996        | Wake the Devil                                    | Il risveglio del demone              | Mike Mignola              | Mike Mignola | James Sinclair e Dave Stewart                         | Mike Mignola                                                                               | Hellboy 1 (prima edizione della serie, Magic Press)   | Dicembre 1997  |
| Giugno 1997         | Epilogue (di Wake the Devil)                      | Epilogo (di Il risveglio del demone) | Mike Mignola              | Mike Mignola | James Sinclair e Dave Stewart                         | Mike Mignola                                                                               | Hellboy 2 (seconda edizione della serie, Magic Press) | Luglio 2004    |
| Giugno 1997         | Almost Colossus                                   | Quasi un colosso                     | Mike Mignola              | Mike Mignola | James Sinclair e Dave Stewart                         | Mike Mignola                                                                               | Hellboy 3 (prima edizione della serie, Magic Press)   | Marzo 1999     |
| Luglio 1997         | Almost Colossus                                   | Quasi un colosso                     | Mike Mignola              | Mike Mignola | James Sinclair e Dave Stewart                         | Mike Mignola                                                                               | Hellboy 3 (prima edizione della serie, Magic Press)   | Marzo 1999     |
| Marzo 1998          | Heads                                             | Teste                                | Mike Mignola              | Mike Mignola | Dave Stewart                                          | n/a                                                                                        | Hellboy 5 (prima edizione della serie, Magic Press)   | Maggio 2001    |
| Agosto 1998         | The Baba Yaga                                     | Baba Yaga                            | Mike Mignola              | Mike Mignola | Dave Stewart                                          | n/a                                                                                        | Hellboy 3 (prima edizione della serie, Magic Press)   | Marzo 1999     |
| Settembre 1998      | The Right Hand of Doom                            | La Mano destra del Destino           | Mike Mignola              | Mike Mignola | Dave Stewart                                          | Mike Mignola                                                                               | Hellboy 5 (prima edizione della serie, Magic Press)   | Maggio 2001    |
| Agosto 1999         | Goodbye, Mister Tod                               | Arrivederci, signor Tod              | Mike Mignola              | Mike Mignola | Dave Stewart                                          | n/a                                                                                        | Hellboy 5 (prima edizione della serie, Magic Press)   | Maggio 2001    |
| Agosto 1999         | Pancakes                                          | Pancakes                             | Mike Mignola              | Mike Mignola | Dave Stewart                                          | n/a                                                                                        | Hellboy 5 (prima edizione della serie, Magic Press)   | Maggio 2001    |
| Agosto 1999         | Box Full of Evil                                  | Una scatola piena di malvagità       | Mike Mignola              | Mike Mignola | Dave Stewart                                          | Mike Mignola                                                                               | Hellboy 5 (prima edizione della serie, Magic Press)   | Maggio 2001    |
| Settembre 1999      | Box Full of Evil                                  | Una scatola piena di malvagità       | Mike Mignola              | Mike Mignola | Dave Stewart                                          | Mike Mignola                                                                               | Hellboy 5 (prima edizione della serie, Magic Press)   | Maggio 2001    |
| Agosto 1999         | The Vârcolac                                      | n/a                                  | Mike Mignola              | Mike Mignola | Dave Stewart                                          | n/a (Le copertine degli albi originali n.14 e n.16 contengono degli estratti della storia) | Hellboy 4 (seconda edizione della serie, Magic Press) | Settembre 2004 |
| Settembre 1999      | The Vârcolac                                      | n/a                                  | Mike Mignola              | Mike Mignola | Dave Stewart                                          | n/a (Le copertine degli albi originali n.14 e n.16 contengono degli estratti della storia) | Hellboy 4 (seconda edizione della serie, Magic Press) | Settembre 2004 |
| Ottobre 1999        | The Vârcolac                                      | n/a                                  | Mike Mignola              | Mike Mignola | Dave Stewart                                          | n/a (Le copertine degli albi originali n.14 e n.16 contengono degli estratti della storia) | Hellboy 4 (seconda edizione della serie, Magic Press) | Settembre 2004 |
| Novembre 1999       | The Vârcolac                                      | n/a                                  | Mike Mignola              | Mike Mignola | Dave Stewart                                          | n/a (Le copertine degli albi originali n.14 e n.16 contengono degli estratti della storia) | Hellboy 4 (seconda edizione della serie, Magic Press) | Settembre 2004 |
| Dicembre 1999       | The Vârcolac                                      | n/a                                  | Mike Mignola              | Mike Mignola | Dave Stewart                                          | n/a (Le copertine degli albi originali n.14 e n.16 contengono degli estratti della storia) | Hellboy 4 (seconda edizione della serie, Magic Press) | Settembre 2004 |
| Gennaio 2000        | The Vârcolac                                      | n/a                                  | Mike Mignola              | Mike Mignola | Dave Stewart                                          | n/a (Le copertine degli albi originali n.14 e n.16 contengono degli estratti della storia) | Hellboy 4 (seconda edizione della serie, Magic Press) | Settembre 2004 |

#### Anni 2000
| Data           | Titolo                                                                  | Titolo                                                                  | Titolo italiano                                                                        | Sceneggiatura                | Disegni                       | Colori             | Copertina      | Prima edizione italiana                                   | Data italiana  |
| -------------- | ----------------------------------------------------------------------- | ----------------------------------------------------------------------- | -------------------------------------------------------------------------------------- | ---------------------------- | ----------------------------- | ------------------ | -------------- | --------------------------------------------------------- | -------------- |
| Febbraio 2000  | The Nature of the Beast                                                 | The Nature of the Beast                                                 | La natura della bestia                                                                 | Mike Mignola                 | Mike Mignola                  | Dave Stewart       | Mike Mignola   | Hellboy 5 (prima edizione della serie, Magic Press)       | Maggio 2001    |
| Aprile 2000    | Box Full of Evil Epilogue                                               | Box Full of Evil Epilogue                                               | Una scatola piena di malvagità, epilogo                                                | Mike Mignola                 | Mike Mignola                  | Dave Stewart       | Mike Mignola   | Hellboy 4 (seconda edizione della serie, Magic Press)     | Settembre 2004 |
| Aprile 2000    | King Vold                                                               | King Vold                                                               | Re Vold                                                                                | Mike Mignola                 | Mike Mignola                  | Dave Stewart       | Mike Mignola   | Hellboy 4 (seconda edizione della serie, Magic Press)     | Settembre 2004 |
| Maggio 2001    | Conqueror Worm                                                          | Conqueror Worm                                                          | Il verme conquistatore                                                                 | Mike Mignola                 | Mike Mignola                  | Dave Stewart       | Mike Mignola   | Hellboy 6 (prima edizione della serie, Magic Press)       | Novembre 2003  |
| Giugno 2001    | Conqueror Worm                                                          | Conqueror Worm                                                          | Il verme conquistatore                                                                 | Mike Mignola                 | Mike Mignola                  | Dave Stewart       | Mike Mignola   | Hellboy 6 (prima edizione della serie, Magic Press)       | Novembre 2003  |
| Luglio 2001    | Conqueror Worm                                                          | Conqueror Worm                                                          | Il verme conquistatore                                                                 | Mike Mignola                 | Mike Mignola                  | Dave Stewart       | Mike Mignola   | Hellboy 6 (prima edizione della serie, Magic Press)       | Novembre 2003  |
| Agosto 2001    | Conqueror Worm                                                          | Conqueror Worm                                                          | Il verme conquistatore                                                                 | Mike Mignola                 | Mike Mignola                  | Dave Stewart       | Mike Mignola   | Hellboy 6 (prima edizione della serie, Magic Press)       | Novembre 2003  |
| Luglio 2002    | The Third Wish                                                          | The Third Wish                                                          | Il terzo desiderio                                                                     | Mike Mignola                 | Mike Mignola                  | Dave Stewart       | Mike Mignola   | Hellboy 6 (seconda edizione della serie, Magic Press)     | Aprile 2007    |
| Agosto 2002    | The Third Wish                                                          | The Third Wish                                                          | Il terzo desiderio                                                                     | Mike Mignola                 | Mike Mignola                  | Dave Stewart       | Mike Mignola   | Hellboy 6 (seconda edizione della serie, Magic Press)     | Aprile 2007    |
| Agosto 2003    | Dr. Carp's Experiment                                                   | Dr. Carp's Experiment                                                   | L'esperimento del dottor Carp                                                          | Mike Mignola                 | Mike Mignola                  | Dave Stewart       | n/a            | Dark Horse: Il Libro delle Presenze Maligne (Free Comics) | Dicembre 2005  |
| Marzo 2004     | Hellboy Premiere Edition                                                | The Penanggalan                                                         | La Penanggalan                                                                         | Mike Mignola                 | Mike Mignola                  | Dave Stewart       | Mike Mignola   | Hellboy 7 (seconda edizione della serie, Magic Press)     | Novembre 2007  |
| Giugno 2004    | The Troll Witch                                                         | The Troll Witch                                                         | La strega Troll                                                                        | Mike Mignola                 | Mike Mignola                  | Dave Stewart       | n/a            | Dark Horse: Il Libro della Stregoneria (Free Comics)      | Ottobre 2005   |
| Giugno 2005    | The Ghoul, or Reflections on Death and The Poetry of Worms              | The Ghoul, or Reflections on Death and The Poetry of Worms              | Il Ghoul, o riflessioni sulla morte e la poetica dei vermi                             | Mike Mignola                 | Mike Mignola                  | Dave Stewart       | n/a            | Hellboy 7 (seconda edizione della serie, Magic Press)     | Novembre 2007  |
| Giugno 2005    | The Island                                                              | The Island                                                              | L'isola                                                                                | Mike Mignola                 | Mike Mignola                  | Dave Stewart       | Mike Mignola   | Hellboy 6 (seconda edizione della serie, Magic Press)     | Aprile 2007    |
| Luglio 2005    | The Island                                                              | The Island                                                              | L'isola                                                                                | Mike Mignola                 | Mike Mignola                  | Dave Stewart       | Mike Mignola   | Hellboy 6 (seconda edizione della serie, Magic Press)     | Aprile 2007    |
| Febbraio 2006  | Makoma, or, a Tale Told by a Mummy in the New York City Explorers’ Club | Makoma, or, a Tale Told by a Mummy in the New York City Explorers’ Club | Makoma, o una storia narrata da una mummia nel club degli esploratori di New York City | Mike Mignola                 | Richard Corben e Mike Mignola | Dave Stewart       | Mike Mignola   | Hellboy 7 (seconda edizione della serie, Magic Press)     | Novembre 2007  |
| Marzo 2006     | Makoma, or, a Tale Told by a Mummy in the New York City Explorers’ Club | Makoma, or, a Tale Told by a Mummy in the New York City Explorers’ Club | Makoma, o una storia narrata da una mummia nel club degli esploratori di New York City | Mike Mignola                 | Richard Corben e Mike Mignola | Dave Stewart       | Mike Mignola   | Hellboy 7 (seconda edizione della serie, Magic Press)     | Novembre 2007  |
| Novembre 2006  | The Hydra and the Lion                                                  | The Hydra and the Lion                                                  | L'idra e il leone                                                                      | Mike Mignola                 | Mike Mignola                  | Dave Stewart       | n/a            | Hellboy 7 (seconda edizione della serie, Magic Press)     | Novembre 2007  |
| Aprile 2007    | Darkness Calls                                                          | Darkness Calls                                                          | Il richiamo delle tenebre                                                              | Mike Mignola                 | Duncan Fegredo                | Dave Stewart       | Mike Mignola   | Hellboy 8 (seconda edizione della serie, Magic Press)     | Luglio 2008    |
| Maggio 2007    | Darkness Calls                                                          | Darkness Calls                                                          | Il richiamo delle tenebre                                                              | Mike Mignola                 | Duncan Fegredo                | Dave Stewart       | Mike Mignola   | Hellboy 8 (seconda edizione della serie, Magic Press)     | Luglio 2008    |
| Giugno 2007    | Darkness Calls                                                          | Darkness Calls                                                          | Il richiamo delle tenebre                                                              | Mike Mignola                 | Duncan Fegredo                | Dave Stewart       | Mike Mignola   | Hellboy 8 (seconda edizione della serie, Magic Press)     | Luglio 2008    |
| Luglio 2007    | Darkness Calls                                                          | Darkness Calls                                                          | Il richiamo delle tenebre                                                              | Mike Mignola                 | Duncan Fegredo                | Dave Stewart       | Mike Mignola   | Hellboy 8 (seconda edizione della serie, Magic Press)     | Luglio 2008    |
| Agosto 2007    | Darkness Calls                                                          | Darkness Calls                                                          | Il richiamo delle tenebre                                                              | Mike Mignola                 | Duncan Fegredo                | Dave Stewart       | Mike Mignola   | Hellboy 8 (seconda edizione della serie, Magic Press)     | Luglio 2008    |
| Novembre 2007  | Darkness Calls                                                          | Darkness Calls                                                          | Il richiamo delle tenebre                                                              | Mike Mignola                 | Duncan Fegredo                | Dave Stewart       | Mike Mignola   | Hellboy 8 (seconda edizione della serie, Magic Press)     | Luglio 2008    |
| Agosto 2007    | They That Go Down to the Sea in Ships                                   | They That Go Down to the Sea in Ships                                   | Ecco quelli che scendon nel mare su navi                                               | Mike Mignola e Joshua Dysart | Jason Shawn Alexander         | Dave Stewart       | Mike Mignola   | Hellboy 10 (seconda edizione della serie, Magic Press)    | Luglio 2011    |
| Novembre 2007  | The Vampire of Prague                                                   | The Vampire of Prague                                                   | n/a                                                                                    | Mike Mignola                 | Philip Craig Russell          | Lovern Kindzierski | Mike Mignola   | Hellboy 7 (seconda edizione della serie, Magic Press)     | Novembre 2007  |
| Aprile 2008    | The Mole                                                                | The Mole                                                                | Il neo                                                                                 | Mike Mignola                 | Duncan Fegredo                | Dave Stewart       | Mike Mignola   | Hellboy 10 (seconda edizione della serie, Magic Press)    | Luglio 2011    |
| Luglio 2008    | The Crooked Man                                                         | The Crooked Man                                                         | L'uomo deforme                                                                         | Mike Mignola                 | Richard Corben                | Dave Stewart       | Richard Corben | Hellboy 10 (seconda edizione della serie, Magic Press)    | Luglio 2011    |
| Agosto 2008    | The Crooked Man                                                         | The Crooked Man                                                         | L'uomo deforme                                                                         | Mike Mignola                 | Richard Corben                | Dave Stewart       | Richard Corben | Hellboy 10 (seconda edizione della serie, Magic Press)    | Luglio 2011    |
| Settembre      | The Crooked Man                                                         | The Crooked Man                                                         | L'uomo deforme                                                                         | Mike Mignola                 | Richard Corben                | Dave Stewart       | Richard Corben | Hellboy 10 (seconda edizione della serie, Magic Press)    | Luglio 2011    |
| Ottobre 2008   | In the Chapel of Moloch                                                 | In the Chapel of Moloch                                                 | Nella cappella di Moloch                                                               | Mike Mignola                 | Mike Mignola                  | Dave Stewart       | Mike Mignola   | Hellboy 10 (seconda edizione della serie, Magic Press)    | Luglio 2011    |
| Dicembre 2008  | The Wild Hunt                                                           | The Wild Hunt                                                           | La caccia selvaggia                                                                    | Mike Mignola                 | Duncan Fegredo                | Dave Stewart       | Mike Mignola   | Hellboy 9 (seconda edizione della serie, Magic Press)     | Febbraio 2011  |
| Gennaio 2009   | The Wild Hunt                                                           | The Wild Hunt                                                           | La caccia selvaggia                                                                    | Mike Mignola                 | Duncan Fegredo                | Dave Stewart       | Mike Mignola   | Hellboy 9 (seconda edizione della serie, Magic Press)     | Febbraio 2011  |
| Febbraio 2009  | The Wild Hunt                                                           | The Wild Hunt                                                           | La caccia selvaggia                                                                    | Mike Mignola                 | Duncan Fegredo                | Dave Stewart       | Mike Mignola   | Hellboy 9 (seconda edizione della serie, Magic Press)     | Febbraio 2011  |
| Marzo 2009     | The Wild Hunt                                                           | The Wild Hunt                                                           | La caccia selvaggia                                                                    | Mike Mignola                 | Duncan Fegredo                | Dave Stewart       | Mike Mignola   | Hellboy 9 (seconda edizione della serie, Magic Press)     | Febbraio 2011  |
| Agosto 2009    | The Wild Hunt                                                           | The Wild Hunt                                                           | La caccia selvaggia                                                                    | Mike Mignola                 | Duncan Fegredo                | Dave Stewart       | Mike Mignola   | Hellboy 9 (seconda edizione della serie, Magic Press)     | Febbraio 2011  |
| Settembre 2009 | The Wild Hunt                                                           | The Wild Hunt                                                           | La caccia selvaggia                                                                    | Mike Mignola                 | Duncan Fegredo                | Dave Stewart       | Mike Mignola   | Hellboy 9 (seconda edizione della serie, Magic Press)     | Febbraio 2011  |
| Ottobre 2009   | The Wild Hunt                                                           | The Wild Hunt                                                           | La caccia selvaggia                                                                    | Mike Mignola                 | Duncan Fegredo                | Dave Stewart       | Mike Mignola   | Hellboy 9 (seconda edizione della serie, Magic Press)     | Febbraio 2011  |
| Novembre 2009  | The Wild Hunt                                                           | The Wild Hunt                                                           | La caccia selvaggia                                                                    | Mike Mignola                 | Duncan Fegredo                | Dave Stewart       | Mike Mignola   | Hellboy 9 (seconda edizione della serie, Magic Press)     | Febbraio 2011  |
| Marzo 2009     | Baba Yaga's Feast                                                       | Baba Yaga's Feast                                                       | n/a                                                                                    | Mike Mignola                 | Guy Davis                     | Dave Stewart       | Mike Mignola   | Inedito                                                   | n/a            |
| Dicembre 2009  | The Bride of Hell                                                       | The Bride of Hell                                                       | La sposa dell'inferno                                                                  | Mike Mignola                 | Richard Corben                | Dave Stewart       | Mike Mignola   | Hellboy 11 (seconda edizione della serie, Magic Press)    | Maggio 2012    |

#### Anni 2010
| Data           | Titolo                                    | Titolo italiano                        | Sceneggiatura               | Disegni        | Colori       | Copertina      | Prima edizione italiana                                | Data italiana |
| -------------- | ----------------------------------------- | -------------------------------------- | --------------------------- | -------------- | ------------ | -------------- | ------------------------------------------------------ | ------------- |
| Maggio 2010    | Hellboy in Mexico (or, A Drunken Blur)    | Hellboy in Messico                     | Mike Mignola                | Richard Corben | Dave Stewart | Richard Corben | Hellboy 11 (seconda edizione della serie, Magic Press) | Maggio 2012   |
| Luglio 2010    | The Storm                                 | La tempesta                            | Mike Mignola                | Duncan Fegredo | Dave Stewart | Mike Mignola   | Hellboy 12 (seconda edizione della serie, Magic Press) | Giugno 2012   |
| Agosto 2010    | The Storm                                 | La tempesta                            | Mike Mignola                | Duncan Fegredo | Dave Stewart | Mike Mignola   | Hellboy 12 (seconda edizione della serie, Magic Press) | Giugno 2012   |
| Settembre 2010 | The Storm                                 | La tempesta                            | Mike Mignola                | Duncan Fegredo | Dave Stewart | Mike Mignola   | Hellboy 12 (seconda edizione della serie, Magic Press) | Giugno 2012   |
| Novembre 2010  | Double Feature of Evil                    | Doppio spettacolo del male             | Mike Mignola                | Richard Corben | Dave Stewart | Richard Corben | Hellboy 11 (seconda edizione della serie, Magic Press) | Maggio 2012   |
| Dicembre 2010  | The Sleeping and the Dead                 | La bella addrmentata col morto         | Mike Mignola                | Scott Hampton  | Dave Stewart | Mike Mignola   | Hellboy 11 (seconda edizione della serie, Magic Press) | Maggio 2012   |
| Febbraio 2011  | The Sleeping and the Dead                 | La bella addrmentata col morto         | Mike Mignola                | Scott Hampton  | Dave Stewart | Mike Mignola   | Hellboy 11 (seconda edizione della serie, Magic Press) | Maggio 2012   |
| April 2011     | Buster Oakley Gets His Wish               | Il desiderio esaudito di Buster Oakley | Mike Mignola                | Kevin Nowlan   | Kevin Nowlan | Kevin Nowlan   | Hellboy 11 (seconda edizione della serie, Magic Press) | Maggio 2012   |
| Maggio 2011    | Being Human                               | Umanità                                | Mike Mignola                | Richard Corben | Dave Stewart | Richard Corben | Hellboy presenta: B.P.R.D. 15 (Magic Press)            | Ottobre 2012  |
| Giugno 2011    | The Fury                                  | n/a                                    | Mike Mignola                | Duncan Fegredo | Dave Stewart | Mike Mignola   | Hellboy 12 (seconda edizione della serie, Magic Press) | Giugno 2012   |
| Luglio 2011    | The Fury                                  | n/a                                    | Mike Mignola                | Duncan Fegredo | Dave Stewart | Mike Mignola   | Hellboy 12 (seconda edizione della serie, Magic Press) | Giugno 2012   |
| Agosto 2011    | The Fury                                  | n/a                                    | Mike Mignola                | Duncan Fegredo | Dave Stewart | Mike Mignola   | Hellboy 12 (seconda edizione della serie, Magic Press) | Giugno 2012   |
| Ottobre 2011   | The Whittier Legacy                       | n/a                                    | Mike Mignola                | Mike Mignola   | Dave Stewart | Mike Mignola   | Hellboy 11 (seconda edizione della serie, Magic Press) | Maggio 2012   |
| Novembre 2011  | House of the Living Dead                  | La casa dei morti viventi              | Mike Mignola                | Richard Corben | Dave Stewart | Mike Mignola   | Hellboy: La Casa dei Morti Viventi (Magic Press)       | Aprile 2012   |
| Gennaio 2012   | Hellboy versus the Aztec Mummy            | Hellboy contro la mummia Azteca        | Mike Mignola                | Mike Mignola   | Dave Stewart | Mike Mignola   | Hellboy in Messico (Magic Press)                       | Ottobre 2017  |
| Luglio 2012    | Hellboy vs. the Sabertooth Vampire        | n/a                                    | Mike Russell                | Mike Russell   | Bill Mudron  | n/a            | Inedito                                                | n/a           |
| Dicembre 2012  | Hellboy in Hell: The Descent              | n/a                                    | Mike Mignola                | Mike Mignola   | Dave Stewart | Mike Mignola   | Hellboy all'Inferno 1 (Magic Press)                    | Dicembre 2014 |
| Gennaio 2013   | Hellboy in Hell: Pandemonium              | n/a                                    | Mike Mignola                | Mike Mignola   | Dave Stewart | Mike Mignola   | Hellboy all'Inferno 1 (Magic Press)                    | Dicembre 2014 |
| Febbraio 2013  | Hellboy in Hell: Family Ties              | n/a                                    | Mike Mignola                | Mike Mignola   | Dave Stewart | Mike Mignola   | Hellboy all'Inferno 1 (Magic Press)                    | Dicembre 2014 |
| Marzo 2013     | Hellboy in Hell: Death Riding An Elephant | n/a                                    | Mike Mignola                | Mike Mignola   | Dave Stewart | Mike Mignola   | Hellboy all'Inferno 1 (Magic Press)                    | Dicembre 2014 |
| Ottobre 2013   | The Midnight Circus                       | Il circo di mezzanotte                 | Mike Mignola                | Duncan Fegredo | Dave Stewart | Mike Mignola   | Hellboy: Il circo di mezzanotte (Magic Press)          | Febbraio 2015 |
| Dicembre 2013  | Hellboy in Hell: The Three Gold Whips     | n/a                                    | Mike Mignola                | Mike Mignola   | Dave Stewart | Mike Mignola   | Hellboy all'Inferno 1 (Magic Press)                    | Dicembre 2014 |
| Dicembre 2013  | Hellboy Gets Married                      | Hellboy si sposa                       | Mike Mignola                | Mike McMahon   | Dave Stewart | Mike Mignola   | Hellboy in Messico (Magic Press)                       | Ottobre 2017  |
| Gennaio 2014   | Hellboy Gets Married                      | Hellboy si sposa                       | Mike Mignola                | Mike McMahon   | Dave Stewart | Mike McMahon   | Hellboy in Messico (Magic Press)                       | Ottobre 2017  |
| Marzo 2014     | The Coffin Man                            | L'uomo delle bare                      | Mike Mignola                | Fabio Moon     | Dave Stewart | Mike Mignola   | Hellboy in Messico (Magic Press)                       | Ottobre 2017  |
| Maggio 2014    | Hellboy in Hell: The Death Card           | n/a                                    | Mike Mignola                | Mike Mignola   | Dave Stewart | Mike Mignola   | Hellboy all'Inferno 2 (Magic Press)                    | Novembre 2016 |
| Febbraio 2015  | Hellboy: The Coffin Man 2 - The Rematch   | L'uomo delle bare: la rivincita        | Mike Mignola                | Gabriel Bá     | Dave Stewart | Gabriel Bá     | Hellboy in Messico (Magic Press)                       | Ottobre 2017  |
| Agosto 2015    | Hellboy in Hell: The Hounds of Pluto      | n/a                                    | Mike Mignola                | Mike Mignola   | Dave Stewart | Mike Mignola   | Hellboy all'Inferno 2 (Magic Press)                    | Novembre 2016 |
| Settembre 2015 | Hellboy in Hell: The Hounds of Pluto      | n/a                                    | Mike Mignola                | Mike Mignola   | Dave Stewart | Mike Mignola   | Hellboy all'Inferno 2 (Magic Press)                    | Novembre 2016 |
| Novembre 2015  | The Excorcist of Vorsk                    | L'esorcista di Vorsk                   | Mike Mignola e Todd Mignola | Mike Mignola   | Dave Stewart | n/a            | Hellboy all'Inferno 2 (Magic Press)                    | Novembre 2016 |
| Maggio 2016    | The Mirror                                | Lo specchio                            | Mike Mignola                | Richard Corben | Dave Stewart | n/a            | Hellboy & B.P.R.D. 3 (Magic Press)                     | Mar 2018      |
| Maggio 2016    | Hellboy in Hell: The Spanish Bride        | n/a                                    | Mike Mignola                | Mike Mignola   | Dave Stewart | Mike Mignola   | Hellboy all'Inferno 2 (Magic Press)                    | Novembre 2016 |
| Giugno 2016    | Hellboy in Hell: For Whom the Bell Tolls  | n/a                                    | Mike Mignola                | Mike Mignola   | Dave Stewart | Mike Mignola   | Hellboy all'Inferno 2 (Magic Press)                    | Novembre 2016 |
| Aprile 2017    | Into the Silent Sea                       | Nel mare silente                       | Mike Mignola e Gary Gianni  | Gary Gianni    | Dave Stewart | Mike Mignola   | Hellboy: Nel Mare Silente (Magic Press)                | Ottobre 2017  |
| Dicembre 2017  | Krampusnacht                              | Krampusnacht                           | Mike Mignola                | Adam Hughes    | Adam Hughes  | Adam Hughes    | Hellboy & B.P.R.D. 6 (Magic Press)                     | Ottobre 2020  |

#### Anni 2020
| Data           | Titolo                           | Titolo                           | Sceneggiatura                     | Disegni                           | Colori           | Copertina          | Edizione italiana                                       | Data italiana  |
| -------------- | -------------------------------- | -------------------------------- | --------------------------------- | --------------------------------- | ---------------- | ------------------ | ------------------------------------------------------- | -------------- |
| Ottobre 2021   | The Silver Lantern Club          | The Silver Lantern Club          | Mike Mignola e Chris Roberson     | Christopher Mitten e Ben Stenbeck | Michelle Madsen  | Christopher Mitten | Hellboy: Il club della lanterna d'argento (Magic Press) | Agosto 2022    |
| Novembre 2021  | The Silver Lantern Club          | The Silver Lantern Club          | Mike Mignola e Chris Roberson     | Christopher Mitten e Ben Stenbeck | Michelle Madsen  | Christopher Mitten | Hellboy: Il club della lanterna d'argento (Magic Press) | Agosto 2022    |
| Dicembre 2021  | The Silver Lantern Club          | The Silver Lantern Club          | Mike Mignola e Chris Roberson     | Christopher Mitten e Ben Stenbeck | Michelle Madsen  | Christopher Mitten | Hellboy: Il club della lanterna d'argento (Magic Press) | Agosto 2022    |
| Gennaio 2022   | The Silver Lantern Club          | The Silver Lantern Club          | Mike Mignola e Chris Roberson     | Christopher Mitten e Ben Stenbeck | Michelle Madsen  | Christopher Mitten | Hellboy: Il club della lanterna d'argento (Magic Press) | Agosto 2022    |
| Marzo 2022     | The Silver Lantern Club          | The Silver Lantern Club          | Mike Mignola e Chris Roberson     | Christopher Mitten e Ben Stenbeck | Michelle Madsen  | Christopher Mitten | Hellboy: Il club della lanterna d'argento (Magic Press) | Agosto 2022    |
| Novembre 2021  | The Bones of Giants              | The Bones of Giants              | Mike Mignola e Christopher Golden | Matt Smith                        | Chris O'Halloran | Matt Smith         | Hellboy: Le ossa dei giganti (Magic Press)              | Settembre 2022 |
| Dicembre 2021  | The Bones of Giants              | The Bones of Giants              | Mike Mignola e Christopher Golden | Matt Smith                        | Chris O'Halloran | Matt Smith         | Hellboy: Le ossa dei giganti (Magic Press)              | Settembre 2022 |
| Gennaio 2022   | The Bones of Giants              | The Bones of Giants              | Mike Mignola e Christopher Golden | Matt Smith                        | Chris O'Halloran | Matt Smith         | Hellboy: Le ossa dei giganti (Magic Press)              | Settembre 2022 |
| Febbraio 2022  | The Bones of Giants              | The Bones of Giants              | Mike Mignola e Christopher Golden | Matt Smith                        | Chris O'Halloran | Matt Smith         | Hellboy: Le ossa dei giganti (Magic Press)              | Settembre 2022 |
| Ottobre 2022   | Hellboy in Love                  | Goblin Night Part 1              | Mike Mignola e Christopher Golden | Matt Smith                        | Chris O'Halloran | Matt Smith         | Hellboy innamorato (Magic Press)                        | Dicembre 2023  |
| Dicembre 2022  | Hellboy in Love                  | Goblin Night Part 2              | Mike Mignola e Christopher Golden | Matt Smith                        | Chris O'Halloran | Matt Smith         | Hellboy innamorato (Magic Press)                        | Dicembre 2023  |
| Febbraio 2023  | Hellboy in Love                  | Shadow Theater Part 1            | Mike Mignola e Christopher Golden | Matt Smith                        | Chris O'Halloran | Matt Smith         | Hellboy innamorato (Magic Press)                        | Dicembre 2023  |
| Marzo 2023     | Hellboy in Love                  | Shadow Theater Part 2            | Mike Mignola e Christopher Golden | Matt Smith                        | Chris O'Halloran | Matt Smith         | Hellboy innamorato (Magic Press)                        | Dicembre 2023  |
| Luglio 2023    | Hellboy in Love                  | Shadow Theater Part 3            | Mike Mignola e Christopher Golden | Matt Smith                        | Chris O'Halloran | Matt Smith         | Hellboy innamorato (Magic Press)                        | Dicembre 2023  |
| Maggio 2024    | The Fortune Teller               | The Fortune Teller               | Mike Mignola                      | Mark László                       | Dave Stewart     | Mike Mignola       | Inedito                                                 | n/a            |
| Agosto 2025    | Hellboy in Love: The Art of Fire | Hellboy in Love: The Art of Fire | Mike Mignola e Christopher Golden | Alex Nieto                        | n/a              | Alex Nieto         | Inedito                                                 | n/a            |
| Settembre 2025 | Hellboy in Love: The Art of Fire | Hellboy in Love: The Art of Fire | Mike Mignola e Christopher Golden | Alex Nieto                        | n/a              | Alex Nieto         | Inedito                                                 | n/a            |

### Spin-off

#### Speciali
| Data          | Titolo                      | Titolo                      | Titolo italiano      | Sceneggiatura                 | Disegni                 | Colori                        | Copertina         | Edizione italiana                                   | Data italiana |
| ------------- | --------------------------- | --------------------------- | -------------------- | ----------------------------- | ----------------------- | ----------------------------- | ----------------- | --------------------------------------------------- | ------------- |
| Dicembre 1997 | Hellboy Christmas Special   | A Christmas Underground     | Un Natale sottoterra | Mike Mignola                  | Mike Mignola            | James Sinclair e Dave Stewart | Gary Gianni       | Hellboy 3 (prima edizione della serie, Magic Press) | Marzo 1999    |
| Gennaio 2016  | Hellboy Winter Special 2016 | Broken Vessels              | n/a                  | Mike Mignola e Scott Allie    | Tim Sale                | Dave Stewart                  | Tim Sale          | B.P.R.D.: Il diavolo che conosci 1 (Magic Press)    | Dicembre 2018 |
| Gennaio 2016  | Hellboy Winter Special 2016 | Wandering Souls             | n/a                  | Mike Mignola e Chris Roberson | Michael Walsh           | Dave Stewart                  | Tim Sale          | Hellboy & B.P.R.D. 2 (Magic Press)                  | Gennaio 2017  |
| Gennaio 2016  | Hellboy Winter Special 2016 | Mood Swings                 | n/a                  | Chelsea Cain                  | Michael Avon Oeming     | Dave Stewart                  | Tim Sale          | Inedito                                             | n/a           |
| Gennaio 2016  | Hellboy Winter Special 2016 | Kung Pao Lobster            | n/a                  | Dean Rankine                  | Dean Rankine            | Dean Rankine                  | Tim Sale          | Inedito                                             | n/a           |
| Gennaio 2017  | Hellboy Winter Special 2017 | The Great Blizzard          | n/a                  | Mike Mignola e Chris Roberson | Christopher Mitten      | Dave Stewart                  | Sebastian Fiumara | Inedito                                             | n/a           |
| Gennaio 2017  | Hellboy Winter Special 2017 | God Rest Ye Merry           | n/a                  | Mike Mignola e Chris Roberson | Paul Grist              | Bill Crabtree                 | Sebastian Fiumara | Hellboy presenta: Il Visitatore (Magic Press)       | Agosto 2019   |
| Gennaio 2017  | Hellboy Winter Special 2017 | The Last Witch of Fairfield | n/a                  | Mike Mignola e Scott Allie    | Sebastian Fiumara       | Dave Stewart                  | Sebastian Fiumara | Inedito                                             | n/a           |
| Dicembre 2018 | Hellboy Winter Special 2018 | Happy New Year, Ava Galluci | n/a                  | Mike Mignola                  | Ben Stenbeck            | Dave Stewart                  | Mike Mignola      | Inedito                                             | n/a           |
| Dicembre 2018 | Hellboy Winter Special 2018 | Lost Ones                   | n/a                  | Gabriel Bá e Fábio Moon       | Gabriel Bá e Fábio Moon | Dave Stewart                  | Mike Mignola      | Inedito                                             | n/a           |
| Dicembre 2018 | Hellboy Winter Special 2018 | The Empty Chair             | n/a                  | Tonci Zonjic                  | Tonci Zonjic            | Tonci Zonjic                  | Mike Mignola      | Inedito                                             | n/a           |
| Gennaio 2020  | Hellboy Winter Special 2019 | The Miser's Gift            | n/a                  | Mike Mignola                  | Mark Laszlo             | Dave Stewart                  | Mike Mignola      | Inedito                                             | n/a           |
| Gennaio 2020  | Hellboy Winter Special 2019 | The Longest Night           | n/a                  | Chris Roberson                | Leila Del Duca          | Michelle Madsen               | Mike Mignola      | Inedito                                             | n/a           |
| Gennaio 2020  | Hellboy Winter Special 2019 | The Beast of Ingelheim      | n/a                  | Scott Allie                   | Andrea Mutti            | Lee Loughridge                | Mike Mignola      | Inedito                                             | n/a           |
| Dicembre 2023 | Hellboy Winter Special 2023 | The Yule Cat                | n/a                  | Mike Mignola                  | Matt Smith              | Chris O'Halloran              | Matt Smith        | Inedito                                             | n/a           |

#### Abe Sapien
Miniserie e albi autoconclusivi incentrati su Abraham Sapien.
| Data                          | Nr. albi | Titolo                    | Titolo italiano              | Sceneggiatura              | Disegni               | Colori                                                   | Copertina    | Prima edizione italiana                             | Data italiana |
| ----------------------------- | -------- | ------------------------- | ---------------------------- | -------------------------- | --------------------- | -------------------------------------------------------- | ------------ | --------------------------------------------------- | ------------- |
| Marzo 1998                    | 1        | Drums of the Dead         | n/a                          | Brian McDonald             | Derek Thompson        | James Sinclair                                           | Mike Mignola | Hellboy presenta: B.P.R.D. 1 (Magic Press)          | Giugno 2005   |
| Settembre 1999                | 1        | Abe Sapien Versus Science | Abe Sapien contro la scienza | Mike Mignola               | Matt Smith            | Dave Stewart                                             | n/a          | Hellboy 5 (prima edizione della serie, Magic Press) | Maggio 2001   |
| Febbraio 2008 - Giugno 2008   | 5        | The Drowning              | Il mistero dell'acqua        | Mike Mignola               | Jason Shawn Alexander | Dave Stewart                                             | Mike Mignola | Hellboy presenta: Abe Sapien 1 (Magic Press)        | Dicembre 2010 |
| Ottobre 2009                  | 1        | The Haunted Boy           | n/a                          | Mike Mignola e John Arcudi | Patric Reynolds       | Dave Stewart                                             | Dave Johnson | Hellboy presenta: Abe Sapien 2 (Magic Press)        | Aprile 2011   |
| Giugno 2010 - Luglio 2010     | 2        | The Abyssal Plain         | n/a                          | Mike Mignola e John Arcudi | Peter Snejbjerg       | Bjarne Hansen (primo albo) e Dave Stewart (secondo albo) | Dave Johnson | Hellboy presenta: Abe Sapien 2 (Magic Press)        | Aprile 2011   |
| Settembre 2011 - Ottobre 2011 | 2        | The Devil Does Not Jest   | n/a                          | Mike Mignola e John Arcudi | James Harren          | Dave Stewart                                             | Dave Johnson | Hellboy presenta: Abe Sapien 2 (Magic Press)        | Aprile 2011   |
| Giugno 2015                   | 1        | Subconcious               | Subconscio                   | John Arcudi                | Mark Nelson           | Mark Nelson                                              | Mark Nelson  | Hellboy presenta: Abe Sapien 9 (Magic Press)        | Giugno 2019   |

Serie regolare incentrata su Abraham Sapien, scritta interamente da Mike Mignola insieme a Scott Allie ad eccezione degli albi 4 e 5 scritti da Mignola insieme a John Arcudi.
| Nr. | Data           | Titolo                      | Titolo italiano              | Disegni                         | Colori           | Copertina         | Prima edizione italiana                      | Data italiana  |
| --- | -------------- | --------------------------- | ---------------------------- | ------------------------------- | ---------------- | ----------------- | -------------------------------------------- | -------------- |
| 1   | Aprile 2013    | Dark and Terrible           | Oscuro e terribile           | Sebastian Fiumara               | Dave Stewart     | Sebastian Fiumara | Hellboy presenta: Abe Sapien 3 (Magic Press) | Febbraio 2015  |
| 2   | Maggio 2013    | Dark and Terrible           | Oscuro e terribile           | Sebastian Fiumara               | Dave Stewart     | Sebastian Fiumara | Hellboy presenta: Abe Sapien 3 (Magic Press) | Febbraio 2015  |
| 3   | Giugno 2013    | Dark and Terrible           | Oscuro e terribile           | Sebastian Fiumara               | Dave Stewart     | Sebastian Fiumara | Hellboy presenta: Abe Sapien 3 (Magic Press) | Febbraio 2015  |
| 4   | Luglio 2013    | The New Race of Man         | La nuova razza umana         | Max Fiumara                     | Dave Stewart     | Max Fiumara       | Hellboy presenta: Abe Sapien 3 (Magic Press) | Febbraio 2015  |
| 5   | Agosto 2013    | The New Race of Man         | La nuova razza umana         | Max Fiumara                     | Dave Stewart     | Max Fiumara       | Hellboy presenta: Abe Sapien 3 (Magic Press) | Febbraio 2015  |
| 6   | Ottobre 2013   | The Shape of Things to Come | La forma delle cose a venire | Sebastian Fiumara               | Dave Stewart     | Max Fiumara       | Hellboy presenta: Abe Sapien 4 (Magic Press) | Maggio 2017    |
| 7   | Novembre 2013  | The Shape of Things to Come | La forma delle cose a venire | Max Fiumara e Sebastian Fiumara | Dave Stewart     | Max Fiumara       | Hellboy presenta: Abe Sapien 4 (Magic Press) | Maggio 2017    |
| 8   | Dicembre 2013  | The Land of the Dead        | La terra dei morti           | Michael Avon Oeming             | Dave Stewart     | Max Fiumara       | Hellboy presenta: Abe Sapien 9 (Magic Press) | Giugno 2019    |
| 9   | Gennaio 2014   | To The Last Man             | n/a                          | Max Fiumara                     | Dave Stewart     | Max Fiumara       | Hellboy presenta: Abe Sapien 4 (Magic Press) | Maggio 2017    |
| 10  | Febbraio 2014  | To The Last Man             | n/a                          | Max Fiumara                     | Dave Stewart     | Max Fiumara       | Hellboy presenta: Abe Sapien 4 (Magic Press) | Maggio 2017    |
| 11  | Marzo 2014     | To The Last Man             | n/a                          | Max Fiumara                     | Dave Stewart     | Max Fiumara       | Hellboy presenta: Abe Sapien 4 (Magic Press) | Maggio 2017    |
| 12  | Maggio 2014    | The Garden                  | Il giardino                  | Max Fiumara                     | Dave Stewart     | Sebastian Fiumara | Hellboy presenta: Abe Sapien 5 (Magic Press) | Gennaio 2018   |
| 13  | Giugno 2014    | The Healer                  | Il guaritore                 | Max Fiumara                     | Dave Stewart     | Sebastian Fiumara | Hellboy presenta: Abe Sapien 5 (Magic Press) | Gennaio 2018   |
| 14  | Luglio 2014    | Visions, Dreams, and Fishin | Visioni, sogni e pesca       | Max Fiumara                     | Dave Stewart     | Sebastian Fiumara | Hellboy presenta: Abe Sapien 5 (Magic Press) | Gennaio 2018   |
| 15  | Agosto 2014    | Lost Lives                  | Vite perdute                 | Juan Ferreyra                   | Eduardo Ferreyra | Sebastian Fiumara | Hellboy presenta: Abe Sapien 9 (Magic Press) | Giugno 2019    |
| 16  | Settembre 2014 | Sacred Places               | Luoghi sacri                 | Sebastian Fiumara               | Dave Stewart     | Sebastian Fiumara | Hellboy presenta: Abe Sapien 5 (Magic Press) | Gennaio 2018   |
| 17  | Ottobre 2014   | Sacred Places               | Luoghi sacri                 | Sebastian Fiumara               | Dave Stewart     | Sebastian Fiumara | Hellboy presenta: Abe Sapien 5 (Magic Press) | Gennaio 2018   |
| 18  | Dicembre 2014  | Grace                       | Grace                        | Max Fiumara e Robert Sikoryak   | Dave Stewart     | Max Fiumara       | Hellboy presenta: Abe Sapien 6 (Magic Press) | Luglio 2018    |
| 19  | Gennaio 2015   | Dayana                      | Dayana                       | Sebastian Fiumara               | Dave Stewart     | Max Fiumara       | Hellboy presenta: Abe Sapien 6 (Magic Press) | Luglio 2018    |
| 20  | Febbraio 2015  | Megan                       | Megan                        | Sebastian Fiumara               | Dave Stewart     | Max Fiumara       | Hellboy presenta: Abe Sapien 6 (Magic Press) | Luglio 2018    |
| 21  | Marzo 2015     | Arbogast                    | Arbogast                     | Sebastian Fiumara               | Dave Stewart     | Max Fiumara       | Hellboy presenta: Abe Sapien 6 (Magic Press) | Luglio 2018    |
| 22  | Aprile 2015    | Abe                         | Abe                          | Max Fiumara                     | Dave Stewart     | Max Fiumara       | Hellboy presenta: Abe Sapien 6 (Magic Press) | Luglio 2018    |
| 23  | Maggio 2015    | The Ogopogo                 | L'Ogopogo                    | Kevin Nowlan                    | Kevin Nowlan     | Kevin Nowlan      | Hellboy presenta: Abe Sapien 9 (Magic Press) | Giugno 2019    |
| 24  | Giugno 2015    | The Shadow Over Suwanee     | n/a                          | Sebastian Fiumara               | Dave Stewart     | Max Fiumara       | Hellboy presenta: Abe Sapien 7 (Magic Press) | Settembre 2018 |
| 25  | Agosto 2015    | The Shadow Over Suwanee     | n/a                          | Tyler Crook e Sebastian Fiumara | Dave Stewart     | Max Fiumara       | Hellboy presenta: Abe Sapien 7 (Magic Press) | Settembre 2018 |
| 26  | Settembre 2015 | The Shadow Over Suwanee     | n/a                          | Max Fiumara e Sebastian Fiumara | Dave Stewart     | Max Fiumara       | Hellboy presenta: Abe Sapien 7 (Magic Press) | Settembre 2018 |
| 27  | Ottobre 2015   | Icthyo Sapien               | Icthyo Sapien                | Alise Gluškova                  | Dave Stewart     | Mike Mignola      | Hellboy presenta: Abe Sapien 9 (Magic Press) | Giugno 2019    |
| 28  | Novembre 2015  | The Garden                  | n/a                          | Max Fiumara                     | Dave Stewart     | Max Fiumara       | Hellboy presenta: Abe Sapien 7 (Magic Press) | Settembre 2018 |
| 29  | Dicembre 2015  | The Garden                  | n/a                          | Max Fiumara                     | Dave Stewart     | Max Fiumara       | Hellboy presenta: Abe Sapien 7 (Magic Press) | Settembre 2018 |
| 30  | Gennaio 2016   | Witchcraft & Demonology     | Stregoneria e demonologia    | Santiago Caruso                 | Dave Stewart     | Max Fiumara       | Hellboy presenta: Abe Sapien 9 (Magic Press) | Giugno 2019    |
| 31  | Febbraio 2016  | The Black School            | n/a                          | Sebastian Fiumara               | Dave Stewart     | Max Fiumara       | Hellboy presenta: Abe Sapien 7 (Magic Press) | Settembre 2018 |
| 32  | Aprile 2016    | Regressions                 | n/a                          | Max Fiumara                     | Dave Stewart     | Sebastian Fiumara | Hellboy presenta: Abe Sapien 8 (Magic Press) | Aprile 2019    |
| 33  | Maggio 2016    | Regressions                 | n/a                          | Max Fiumara                     | Dave Stewart     | Sebastian Fiumara | Hellboy presenta: Abe Sapien 8 (Magic Press) | Aprile 2019    |
| 34  | Giugno 2016    | Dark and Terrible Deep      | Terribile e profondo buio    | Sebastian Fiumara               | Dave Stewart     | Sebastian Fiumara | Hellboy presenta: Abe Sapien 8 (Magic Press) | Aprile 2019    |
| 35  | Luglio 2016    | The Garden                  | Il giardino (terza parte)    | Max Fiumara                     | Dave Stewart     | Sebastian Fiumara | Hellboy presenta: Abe Sapien 8 (Magic Press) | Aprile 2019    |
| 36  | Agosto 2016    | The Desolate Shore          | La costa desolata            | Sebastian Fiumara               | Dave Stewart     | Sebastian Fiumara | Hellboy presenta: Abe Sapien 8 (Magic Press) | Aprile 2019    |

#### B.P.R.D.
Serie, miniserie e albi autoconclusivi sull'agenzia governativa che affronta il paranormale.
| Data           | Titolo                                              | Titolo                                              | Titolo italiano              | Sceneggiatura                                    | Disegni                                                         | Colori          | Copertina                                                                     | Prima edizione italiana                          | Data italiana  |
| -------------- | --------------------------------------------------- | --------------------------------------------------- | ---------------------------- | ------------------------------------------------ | --------------------------------------------------------------- | --------------- | ----------------------------------------------------------------------------- | ------------------------------------------------ | -------------- |
| Dicembre 2001  | B.P.R.D.                                            | B.P.R.D.                                            | n/a                          | Christopher Golden                               | Ryan Sook                                                       | Dave Stewart    | n/a (La copertina dell'albo originale n.42 contiene un estratto della storia) | Inedito                                          | n/a            |
| Gennaio 2002   | B.P.R.D.                                            | B.P.R.D.                                            | n/a                          | Christopher Golden                               | Ryan Sook                                                       | Dave Stewart    | n/a (La copertina dell'albo originale n.42 contiene un estratto della storia) | Inedito                                          | n/a            |
| Febbraio 2002  | B.P.R.D.                                            | B.P.R.D.                                            | n/a                          | Christopher Golden                               | Ryan Sook                                                       | Dave Stewart    | n/a (La copertina dell'albo originale n.42 contiene un estratto della storia) | Inedito                                          | n/a            |
| Gennaio 2002   | Hollow Earth                                        | Hollow Earth                                        | Terra cava                   | Mike Mignola, Christopher Golden e Tom Sniegoski | Ryan Sook                                                       | Dave Stewart    | Mike Mignola                                                                  | Hellboy presenta: B.P.R.D. 1 (Magic Press)       | Giugno 2005    |
| Aprile 2002    | Hollow Earth                                        | Hollow Earth                                        | Terra cava                   | Mike Mignola, Christopher Golden e Tom Sniegoski | Ryan Sook                                                       | Dave Stewart    | Mike Mignola                                                                  | Hellboy presenta: B.P.R.D. 1 (Magic Press)       | Giugno 2005    |
| Giugno 2002    | Hollow Earth                                        | Hollow Earth                                        | Terra cava                   | Mike Mignola, Christopher Golden e Tom Sniegoski | Ryan Sook                                                       | Dave Stewart    | Mike Mignola                                                                  | Hellboy presenta: B.P.R.D. 1 (Magic Press)       | Giugno 2005    |
| Maggio 2003    | The Soul of Venice                                  | The Soul of Venice                                  | Lo Spirito di Venezia        | Mike Mignola, Miles Hunter e Michael Avon Oeming | Michael Avon Oeming                                             | Dave Stewart    | Michael Avon Oeming                                                           | Hellboy presenta: B.P.R.D. 2 (Magic Press)       | Novembre 2005  |
| Luglio 2003    | Dark Waters                                         | Dark Waters                                         | n/a                          | Brian Augustyn                                   | Guy Davis                                                       | Dave Stewart    | Guy Davis                                                                     | Hellboy presenta: B.P.R.D. 2 (Magic Press)       | Novembre 2005  |
| Settembre 2003 | Night Train                                         | Night Train                                         | n/a                          | Geoff Johns e Scott Kolins                       | Scott Kolins                                                    | Dave Stewart    | Scott Kolins                                                                  | Hellboy presenta: B.P.R.D. 2 (Magic Press)       | Novembre 2005  |
| Novembre 2003  | There's Something Under My Bed                      | There's Something Under My Bed                      | n/a                          | Joe Harris                                       | Adam Pollina                                                    | Lee Loughridge  | Adam Pollina                                                                  | Hellboy presenta: B.P.R.D. 2 (Magic Press)       | Novembre 2005  |
| Marzo 2004     | Hellboy Premiere Edition                            | Born Again                                          | n/a                          | John Arcudi                                      | Guy Davis                                                       | Dave Stewart    | Mike Mignola                                                                  | Hellboy presenta: B.P.R.D. 4 (Magic Press)       | Giugno 2007    |
| Marzo 2004     | Plague of Frogs                                     | Plague of Frogs                                     | Una piaga di rane            | Mike Mignola                                     | Guy Davis                                                       | Dave Stewart    | Guy Davis                                                                     | Hellboy presenta: B.P.R.D. 3 (Magic Press)       | Gennaio 2007   |
| Aprile 2004    | Plague of Frogs                                     | Plague of Frogs                                     | Una piaga di rane            | Mike Mignola                                     | Guy Davis                                                       | Dave Stewart    | Guy Davis                                                                     | Hellboy presenta: B.P.R.D. 3 (Magic Press)       | Gennaio 2007   |
| Maggio 2004    | Plague of Frogs                                     | Plague of Frogs                                     | Una piaga di rane            | Mike Mignola                                     | Guy Davis                                                       | Dave Stewart    | Guy Davis                                                                     | Hellboy presenta: B.P.R.D. 3 (Magic Press)       | Gennaio 2007   |
| Giugno 2004    | Plague of Frogs                                     | Plague of Frogs                                     | Una piaga di rane            | Mike Mignola                                     | Guy Davis                                                       | Dave Stewart    | Guy Davis                                                                     | Hellboy presenta: B.P.R.D. 3 (Magic Press)       | Gennaio 2007   |
| Luglio 2004    | Plague of Frogs                                     | Plague of Frogs                                     | Una piaga di rane            | Mike Mignola                                     | Guy Davis                                                       | Dave Stewart    | Guy Davis                                                                     | Hellboy presenta: B.P.R.D. 3 (Magic Press)       | Gennaio 2007   |
| Agosto 2004    | Another Day at the Office                           | Another Day at the Office                           | n/a                          | Mike Mignola                                     | Cameron Stewart                                                 | Michelle Madsen | Mike Mignola                                                                  | Inedito                                          | n/a            |
| Novembre 2004  | The Dead                                            | The Dead                                            | I morti                      | Mike Mignola e John Arcudi                       | Guy Davis                                                       | Dave Stewart    | Guy Davis                                                                     | Hellboy presenta: B.P.R.D. 4 (Magic Press)       | Giugno 2007    |
| Dicembre 2004  | The Dead                                            | The Dead                                            | I morti                      | Mike Mignola e John Arcudi                       | Guy Davis                                                       | Dave Stewart    | Guy Davis                                                                     | Hellboy presenta: B.P.R.D. 4 (Magic Press)       | Giugno 2007    |
| Gennaio 2005   | The Dead                                            | The Dead                                            | I morti                      | Mike Mignola e John Arcudi                       | Guy Davis                                                       | Dave Stewart    | Guy Davis                                                                     | Hellboy presenta: B.P.R.D. 4 (Magic Press)       | Giugno 2007    |
| Febbraio 2005  | The Dead                                            | The Dead                                            | I morti                      | Mike Mignola e John Arcudi                       | Guy Davis                                                       | Dave Stewart    | Guy Davis                                                                     | Hellboy presenta: B.P.R.D. 4 (Magic Press)       | Giugno 2007    |
| Marzo 2005     | The Dead                                            | The Dead                                            | I morti                      | Mike Mignola e John Arcudi                       | Guy Davis                                                       | Dave Stewart    | Guy Davis                                                                     | Hellboy presenta: B.P.R.D. 4 (Magic Press)       | Giugno 2007    |
| Settembre 2005 | The Black Flame                                     | The Black Flame                                     | La fiamma nera               | Mike Mignola e John Arcudi                       | Guy Davis                                                       | Dave Stewart    | Mike Mignola                                                                  | Hellboy presenta: B.P.R.D. 5 (Magic Press)       | Giugno 2007    |
| Ottobre 2005   | The Black Flame                                     | The Black Flame                                     | La fiamma nera               | Mike Mignola e John Arcudi                       | Guy Davis                                                       | Dave Stewart    | Mike Mignola                                                                  | Hellboy presenta: B.P.R.D. 5 (Magic Press)       | Giugno 2007    |
| Novembre 2005  | The Black Flame                                     | The Black Flame                                     | La fiamma nera               | Mike Mignola e John Arcudi                       | Guy Davis                                                       | Dave Stewart    | Mike Mignola                                                                  | Hellboy presenta: B.P.R.D. 5 (Magic Press)       | Giugno 2007    |
| Novembre 2005  | The Black Flame                                     | The Black Flame                                     | La fiamma nera               | Mike Mignola e John Arcudi                       | Guy Davis                                                       | Dave Stewart    | Mike Mignola                                                                  | Hellboy presenta: B.P.R.D. 5 (Magic Press)       | Giugno 2007    |
| Dicembre 2005  | The Black Flame                                     | The Black Flame                                     | La fiamma nera               | Mike Mignola e John Arcudi                       | Guy Davis                                                       | Dave Stewart    | Mike Mignola                                                                  | Hellboy presenta: B.P.R.D. 5 (Magic Press)       | Giugno 2007    |
| Gennaio 2006   | The Black Flame                                     | The Black Flame                                     | La fiamma nera               | Mike Mignola e John Arcudi                       | Guy Davis                                                       | Dave Stewart    | Mike Mignola                                                                  | Hellboy presenta: B.P.R.D. 5 (Magic Press)       | Giugno 2007    |
| Aprile 2006    | The Universal Machine                               | The Universal Machine                               | La macchina universale       | Mike Mignola e John Arcudi                       | Guy Davis; Mike Mignola (l'ultima tavola del quinto albo)       | Dave Stewart    | Mike Mignola                                                                  | Hellboy presenta: B.P.R.D. 6 (Magic Press)       | Ottobre 2007   |
| Maggio 2006    | The Universal Machine                               | The Universal Machine                               | La macchina universale       | Mike Mignola e John Arcudi                       | Guy Davis; Mike Mignola (l'ultima tavola del quinto albo)       | Dave Stewart    | Mike Mignola                                                                  | Hellboy presenta: B.P.R.D. 6 (Magic Press)       | Ottobre 2007   |
| Giugno 2006    | The Universal Machine                               | The Universal Machine                               | La macchina universale       | Mike Mignola e John Arcudi                       | Guy Davis; Mike Mignola (l'ultima tavola del quinto albo)       | Dave Stewart    | Mike Mignola                                                                  | Hellboy presenta: B.P.R.D. 6 (Magic Press)       | Ottobre 2007   |
| Luglio 2006    | The Universal Machine                               | The Universal Machine                               | La macchina universale       | Mike Mignola e John Arcudi                       | Guy Davis; Mike Mignola (l'ultima tavola del quinto albo)       | Dave Stewart    | Mike Mignola                                                                  | Hellboy presenta: B.P.R.D. 6 (Magic Press)       | Ottobre 2007   |
| Agosto 2006    | The Universal Machine                               | The Universal Machine                               | La macchina universale       | Mike Mignola e John Arcudi                       | Guy Davis; Mike Mignola (l'ultima tavola del quinto albo)       | Dave Stewart    | Mike Mignola                                                                  | Hellboy presenta: B.P.R.D. 6 (Magic Press)       | Ottobre 2007   |
| Marzo 2007     | Garden of Souls                                     | Garden of Souls                                     | Il giardino delle anime      | Mike Mignola e John Arcudi                       | Guy Davis                                                       | Dave Stewart    | Mike Mignola                                                                  | Hellboy presenta: B.P.R.D. 7 (Magic Press)       | Luglio 2008    |
| Aprile 2007    | Garden of Souls                                     | Garden of Souls                                     | Il giardino delle anime      | Mike Mignola e John Arcudi                       | Guy Davis                                                       | Dave Stewart    | Mike Mignola                                                                  | Hellboy presenta: B.P.R.D. 7 (Magic Press)       | Luglio 2008    |
| Maggio 2007    | Garden of Souls                                     | Garden of Souls                                     | Il giardino delle anime      | Mike Mignola e John Arcudi                       | Guy Davis                                                       | Dave Stewart    | Mike Mignola                                                                  | Hellboy presenta: B.P.R.D. 7 (Magic Press)       | Luglio 2008    |
| Giugno 2007    | Garden of Souls                                     | Garden of Souls                                     | Il giardino delle anime      | Mike Mignola e John Arcudi                       | Guy Davis                                                       | Dave Stewart    | Mike Mignola                                                                  | Hellboy presenta: B.P.R.D. 7 (Magic Press)       | Luglio 2008    |
| Luglio 2007    | Garden of Souls                                     | Garden of Souls                                     | Il giardino delle anime      | Mike Mignola e John Arcudi                       | Guy Davis                                                       | Dave Stewart    | Mike Mignola                                                                  | Hellboy presenta: B.P.R.D. 7 (Magic Press)       | Luglio 2008    |
| Agosto 2007    | Killing Ground                                      | Killing Ground                                      | Campo di battaglia           | Mike Mignola e John Arcudi                       | Guy Davis                                                       | Dave Stewart    | Guy Davis                                                                     | Hellboy presenta: B.P.R.D. 8 (Magic Press)       | Agosto 2008    |
| Settembre 2007 | Killing Ground                                      | Killing Ground                                      | Campo di battaglia           | Mike Mignola e John Arcudi                       | Guy Davis                                                       | Dave Stewart    | Guy Davis                                                                     | Hellboy presenta: B.P.R.D. 8 (Magic Press)       | Agosto 2008    |
| Ottobre 2007   | Killing Ground                                      | Killing Ground                                      | Campo di battaglia           | Mike Mignola e John Arcudi                       | Guy Davis                                                       | Dave Stewart    | Guy Davis                                                                     | Hellboy presenta: B.P.R.D. 8 (Magic Press)       | Agosto 2008    |
| Novembre 2007  | Killing Ground                                      | Killing Ground                                      | Campo di battaglia           | Mike Mignola e John Arcudi                       | Guy Davis                                                       | Dave Stewart    | Guy Davis                                                                     | Hellboy presenta: B.P.R.D. 8 (Magic Press)       | Agosto 2008    |
| Dicembre 2007  | Killing Ground                                      | Killing Ground                                      | Campo di battaglia           | Mike Mignola e John Arcudi                       | Guy Davis                                                       | Dave Stewart    | Guy Davis                                                                     | Hellboy presenta: B.P.R.D. 8 (Magic Press)       | Agosto 2008    |
| Gennaio 2008   | 1946                                                | 1946                                                | 1946                         | Mike Mignola e Joshua Dysart                     | Paul Azaceta                                                    | Nick Filardi    | Mike Mignola                                                                  | Hellboy presenta: B.P.R.D. 9 (Magic Press)       | Novembre 2010  |
| Febbraio 2008  | 1946                                                | 1946                                                | 1946                         | Mike Mignola e Joshua Dysart                     | Paul Azaceta                                                    | Nick Filardi    | Mike Mignola                                                                  | Hellboy presenta: B.P.R.D. 9 (Magic Press)       | Novembre 2010  |
| Marzo 2008     | 1946                                                | 1946                                                | 1946                         | Mike Mignola e Joshua Dysart                     | Paul Azaceta                                                    | Nick Filardi    | Mike Mignola                                                                  | Hellboy presenta: B.P.R.D. 9 (Magic Press)       | Novembre 2010  |
| Aprile 2008    | 1946                                                | 1946                                                | 1946                         | Mike Mignola e Joshua Dysart                     | Paul Azaceta                                                    | Nick Filardi    | Mike Mignola                                                                  | Hellboy presenta: B.P.R.D. 9 (Magic Press)       | Novembre 2010  |
| Maggio 2008    | 1946                                                | 1946                                                | 1946                         | Mike Mignola e Joshua Dysart                     | Paul Azaceta                                                    | Nick Filardi    | Mike Mignola                                                                  | Hellboy presenta: B.P.R.D. 9 (Magic Press)       | Novembre 2010  |
| Marzo 2008     | Revival                                             | Revival                                             | n/a                          | John Arcudi                                      | Guy Davis                                                       | Dave Stewart    | n/a                                                                           | Inedito                                          | n/a            |
| Aprile 2008    | Revival                                             | Revival                                             | n/a                          | John Arcudi                                      | Guy Davis                                                       | Dave Stewart    | n/a                                                                           | Inedito                                          | n/a            |
| Aprile 2008    | Bishop Olek's Devil                                 | Bishop Olek's Devil                                 | n/a                          | Mike Mignola e Joshua Dysart                     | Paul Azaceta                                                    | Nick Filardi    | Mike Mignola                                                                  | Hellboy presenta: B.P.R.D. 9 (Magic Press)       | Novembre 2010  |
| Aprile 2008    | Out of Reach                                        | Out of Reach                                        | n/a                          | Mike Mignola e John Arcudi                       | Guy Davis                                                       | Dave Stewart    | Mike Mignola                                                                  | Hellboy presenta: B.P.R.D. 10 (Magic Press)      | Settembre 2011 |
| Giugno 2008    | The Ectoplasmic Man                                 | The Ectoplasmic Man                                 | n/a                          | Mike Mignola e John Arcudi                       | Ben Stenbeck                                                    | Dave Stewart    | Mike Mignola                                                                  | Hellboy presenta: B.P.R.D. 15 (Magic Press)      | Ottobre 2012   |
| Giugno 2008    | War on Frogs                                        | War on Frogs                                        | Guerra alle rane             | Mike Mignola e John Arcudi                       | Herb Trimpe                                                     | Dave Stewart    | Mike Mignola                                                                  | Hellboy presenta: B.P.R.D. 12 (Magic Press)      | Ottobre 2011   |
| Dicembre 2008  | War on Frogs                                        | War on Frogs                                        | Guerra alle rane             | Mike Mignola e John Arcudi                       | John Severin                                                    | Dave Stewart    | Mike Mignola                                                                  | Hellboy presenta: B.P.R.D. 12 (Magic Press)      | Ottobre 2011   |
| Giugno 2009    | War on Frogs                                        | War on Frogs                                        | Guerra alle rane             | Mike Mignola e John Arcudi                       | Karl Moline                                                     | Dave Stewart    | Mike Mignola                                                                  | Hellboy presenta: B.P.R.D. 12 (Magic Press)      | Ottobre 2011   |
| Dicembre 2009  | War on Frogs                                        | War on Frogs                                        | Guerra alle rane             | Mike Mignola e John Arcudi                       | Peter Snejbjerg                                                 | Bjarne Hansen   | Mike Mignola                                                                  | Hellboy presenta: B.P.R.D. 12 (Magic Press)      | Ottobre 2011   |
| Luglio 2008    | The Warning                                         | The Warning                                         | L'avvertimento               | Mike Mignola e John Arcudi                       | Guy Davis                                                       | Dave Stewart    | Mike Mignola                                                                  | Hellboy presenta: B.P.R.D. 10 (Magic Press)      | Settembre 2011 |
| Agosto 2008    | The Warning                                         | The Warning                                         | L'avvertimento               | Mike Mignola e John Arcudi                       | Guy Davis                                                       | Dave Stewart    | Mike Mignola                                                                  | Hellboy presenta: B.P.R.D. 10 (Magic Press)      | Settembre 2011 |
| Settembre 2008 | The Warning                                         | The Warning                                         | L'avvertimento               | Mike Mignola e John Arcudi                       | Guy Davis                                                       | Dave Stewart    | Mike Mignola                                                                  | Hellboy presenta: B.P.R.D. 10 (Magic Press)      | Settembre 2011 |
| Ottobre 2008   | The Warning                                         | The Warning                                         | L'avvertimento               | Mike Mignola e John Arcudi                       | Guy Davis                                                       | Dave Stewart    | Mike Mignola                                                                  | Hellboy presenta: B.P.R.D. 10 (Magic Press)      | Settembre 2011 |
| Novembre 2008  | The Warning                                         | The Warning                                         | L'avvertimento               | Mike Mignola e John Arcudi                       | Guy Davis                                                       | Dave Stewart    | Mike Mignola                                                                  | Hellboy presenta: B.P.R.D. 10 (Magic Press)      | Settembre 2011 |
| Gennaio 2009   | The Black Goddess                                   | The Black Goddess                                   | La dea nera                  | Mike Mignola e John Arcudi                       | Guy Davis                                                       | Dave Stewart    | Kevin Nowlan                                                                  | Hellboy presenta: B.P.R.D. 11 (Magic Press)      | Ottobre 2011   |
| Febbraio 2009  | The Black Goddess                                   | The Black Goddess                                   | La dea nera                  | Mike Mignola e John Arcudi                       | Guy Davis                                                       | Dave Stewart    | Kevin Nowlan                                                                  | Hellboy presenta: B.P.R.D. 11 (Magic Press)      | Ottobre 2011   |
| Marzo 2009     | The Black Goddess                                   | The Black Goddess                                   | La dea nera                  | Mike Mignola e John Arcudi                       | Guy Davis                                                       | Dave Stewart    | Kevin Nowlan                                                                  | Hellboy presenta: B.P.R.D. 11 (Magic Press)      | Ottobre 2011   |
| Aprile 2009    | The Black Goddess                                   | The Black Goddess                                   | La dea nera                  | Mike Mignola e John Arcudi                       | Guy Davis                                                       | Dave Stewart    | Kevin Nowlan                                                                  | Hellboy presenta: B.P.R.D. 11 (Magic Press)      | Ottobre 2011   |
| Maggio 2009    | The Black Goddess                                   | The Black Goddess                                   | La dea nera                  | Mike Mignola e John Arcudi                       | Guy Davis                                                       | Dave Stewart    | Kevin Nowlan                                                                  | Hellboy presenta: B.P.R.D. 11 (Magic Press)      | Ottobre 2011   |
| Giugno 2009    | And What Shall I Find There?                        | And What Shall I Find There?                        | n/a                          | Mike Mignola e Joshua Dysart                     | Patric Reynolds                                                 | Dave Stewart    | n/a                                                                           | Inedito                                          | n/a            |
| Luglio 2009    | 1947                                                | 1947                                                | 1947                         | Mike Mignola e Joshua Dysart                     | Gabriel Bá e Fábio Moon                                         | Dave Stewart    | Mike Mignola                                                                  | Hellboy presenta: B.P.R.D. 13 (Magic Press)      | Maggio 2012    |
| Agosto 2009    | 1947                                                | 1947                                                | 1947                         | Mike Mignola e Joshua Dysart                     | Gabriel Bá e Fábio Moon                                         | Dave Stewart    | Mike Mignola                                                                  | Hellboy presenta: B.P.R.D. 13 (Magic Press)      | Maggio 2012    |
| Settembre 2009 | 1947                                                | 1947                                                | 1947                         | Mike Mignola e Joshua Dysart                     | Gabriel Bá e Fábio Moon                                         | Dave Stewart    | Mike Mignola                                                                  | Hellboy presenta: B.P.R.D. 13 (Magic Press)      | Maggio 2012    |
| Ottobre 2009   | 1947                                                | 1947                                                | 1947                         | Mike Mignola e Joshua Dysart                     | Gabriel Bá e Fábio Moon                                         | Dave Stewart    | Mike Mignola                                                                  | Hellboy presenta: B.P.R.D. 13 (Magic Press)      | Maggio 2012    |
| Novembre 2009  | 1947                                                | 1947                                                | 1947                         | Mike Mignola e Joshua Dysart                     | Gabriel Bá e Fábio Moon                                         | Dave Stewart    | Mike Mignola                                                                  | Hellboy presenta: B.P.R.D. 13 (Magic Press)      | Maggio 2012    |
| Gennaio 2010   | King of Fear                                        | King of Fear                                        | Il re della paura            | Mike Mignola e John Arcudi                       | Guy Davis; Mike Mignola (le pagine 14 e 15 del quarto albo)     | Dave Stewart    | Mike Mignola                                                                  | Hellboy presenta: B.P.R.D. 14 (Magic Press)      | Agosto 2012    |
| Febbraio 2010  | King of Fear                                        | King of Fear                                        | Il re della paura            | Mike Mignola e John Arcudi                       | Guy Davis; Mike Mignola (le pagine 14 e 15 del quarto albo)     | Dave Stewart    | Mike Mignola                                                                  | Hellboy presenta: B.P.R.D. 14 (Magic Press)      | Agosto 2012    |
| Marzo 2010     | King of Fear                                        | King of Fear                                        | Il re della paura            | Mike Mignola e John Arcudi                       | Guy Davis; Mike Mignola (le pagine 14 e 15 del quarto albo)     | Dave Stewart    | Mike Mignola                                                                  | Hellboy presenta: B.P.R.D. 14 (Magic Press)      | Agosto 2012    |
| Aprile 2010    | King of Fear                                        | King of Fear                                        | Il re della paura            | Mike Mignola e John Arcudi                       | Guy Davis; Mike Mignola (le pagine 14 e 15 del quarto albo)     | Dave Stewart    | Mike Mignola                                                                  | Hellboy presenta: B.P.R.D. 14 (Magic Press)      | Agosto 2012    |
| Maggio 2010    | King of Fear                                        | King of Fear                                        | Il re della paura            | Mike Mignola e John Arcudi                       | Guy Davis; Mike Mignola (le pagine 14 e 15 del quarto albo)     | Dave Stewart    | Mike Mignola                                                                  | Hellboy presenta: B.P.R.D. 14 (Magic Press)      | Agosto 2012    |
| Agosto 2010    | Hell on Earth: New World                            | Hell on Earth: New World                            | n/a                          | Mike Mignola e John Arcudi                       | Guy Davis                                                       | Dave Stewart    | Guy Davis                                                                     | B.P.R.D.: Inferno sulla Terra 1 (Magic Press)    | Settembre 2012 |
| Settembre 2010 | Hell on Earth: New World                            | Hell on Earth: New World                            | n/a                          | Mike Mignola e John Arcudi                       | Guy Davis                                                       | Dave Stewart    | Guy Davis                                                                     | B.P.R.D.: Inferno sulla Terra 1 (Magic Press)    | Settembre 2012 |
| Ottobre 2010   | Hell on Earth: New World                            | Hell on Earth: New World                            | n/a                          | Mike Mignola e John Arcudi                       | Guy Davis                                                       | Dave Stewart    | Guy Davis                                                                     | B.P.R.D.: Inferno sulla Terra 1 (Magic Press)    | Settembre 2012 |
| Novembre 2010  | Hell on Earth: New World                            | Hell on Earth: New World                            | n/a                          | Mike Mignola e John Arcudi                       | Guy Davis                                                       | Dave Stewart    | Guy Davis                                                                     | B.P.R.D.: Inferno sulla Terra 1 (Magic Press)    | Settembre 2012 |
| Dicembre 2010  | Hell on Earth: New World                            | Hell on Earth: New World                            | n/a                          | Mike Mignola e John Arcudi                       | Guy Davis                                                       | Dave Stewart    | Guy Davis                                                                     | B.P.R.D.: Inferno sulla Terra 1 (Magic Press)    | Settembre 2012 |
| Gennaio 2011   | Hell on Earth: Gods                                 | Hell on Earth: Gods                                 | n/a                          | Mike Mignola e John Arcudi                       | Guy Davis                                                       | Dave Stewart    | Ryan Sook                                                                     | B.P.R.D.: Inferno sulla Terra 2 (Magic Press)    | Giugno 2013    |
| Febbraio 2011  | Hell on Earth: Gods                                 | Hell on Earth: Gods                                 | n/a                          | Mike Mignola e John Arcudi                       | Guy Davis                                                       | Dave Stewart    | Ryan Sook                                                                     | B.P.R.D.: Inferno sulla Terra 2 (Magic Press)    | Giugno 2013    |
| Marzo 2011     | Hell on Earth: Gods                                 | Hell on Earth: Gods                                 | n/a                          | Mike Mignola e John Arcudi                       | Guy Davis                                                       | Dave Stewart    | Ryan Sook                                                                     | B.P.R.D.: Inferno sulla Terra 2 (Magic Press)    | Giugno 2013    |
| Marzo 2011     | Hell on Earth: Seattle                              | Hell on Earth: Seattle                              | n/a                          | Mike Mignola e John Arcudi                       | Guy Davis                                                       | Dave Stewart    | Guy Davis                                                                     | B.P.R.D.: Inferno sulla Terra 1 (Magic Press)    | Settembre 2012 |
| Aprile 2011    | The Dead Remembered                                 | The Dead Remembered                                 | n/a                          | Mike Mignola e Scott Allie                       | Karl Moline                                                     | Dave Stewart    | Jo Chen                                                                       | Hellboy presenta: B.P.R.D. 15 (Magic Press)      | Ottobre 2012   |
| Maggio 2011    | The Dead Remembered                                 | The Dead Remembered                                 | n/a                          | Mike Mignola e Scott Allie                       | Karl Moline                                                     | Dave Stewart    | Jo Chen                                                                       | Hellboy presenta: B.P.R.D. 15 (Magic Press)      | Ottobre 2012   |
| Giugno 2011    | The Dead Remembered                                 | The Dead Remembered                                 | n/a                          | Mike Mignola e Scott Allie                       | Karl Moline                                                     | Dave Stewart    | Jo Chen                                                                       | Hellboy presenta: B.P.R.D. 15 (Magic Press)      | Ottobre 2012   |
| Luglio 2011    | Causalities                                         | Causalities                                         | n/a                          | Mike Mignola e Scott Allie                       | Guy Davis                                                       | Dave Stewart    | Guy Davis                                                                     | Hellboy presenta: B.P.R.D. 15 (Magic Press)      | Ottobre 2012   |
| Luglio 2011    | Hell on Earth: Monsters                             | Hell on Earth: Monsters                             | n/a                          | Mike Mignola e John Arcudi                       | Tyler Crook                                                     | Dave Stewart    | Ryan Sook                                                                     | B.P.R.D.: Inferno sulla Terra 2 (Magic Press)    | Giugno 2013    |
| Agosto 2011    | Hell on Earth: Monsters                             | Hell on Earth: Monsters                             | n/a                          | Mike Mignola e John Arcudi                       | Tyler Crook                                                     | Dave Stewart    | Ryan Sook                                                                     | B.P.R.D.: Inferno sulla Terra 2 (Magic Press)    | Giugno 2013    |
| Settembre 2011 | Hell on Earth: Russia                               | Hell on Earth: Russia                               | Russia                       | Mike Mignola e John Arcudi                       | Tyler Crook                                                     | Dave Stewart    | Dave Johnson                                                                  | B.P.R.D.: Inferno sulla Terra 3 (Magic Press)    | Giugno 2013    |
| Ottobre 2011   | Hell on Earth: Russia                               | Hell on Earth: Russia                               | Russia                       | Mike Mignola e John Arcudi                       | Tyler Crook                                                     | Dave Stewart    | Dave Johnson                                                                  | B.P.R.D.: Inferno sulla Terra 3 (Magic Press)    | Giugno 2013    |
| Novembre 2011  | Hell on Earth: Russia                               | Hell on Earth: Russia                               | Russia                       | Mike Mignola e John Arcudi                       | Tyler Crook                                                     | Dave Stewart    | Dave Johnson                                                                  | B.P.R.D.: Inferno sulla Terra 3 (Magic Press)    | Giugno 2013    |
| Dicembre 2011  | Hell on Earth: Russia                               | Hell on Earth: Russia                               | Russia                       | Mike Mignola e John Arcudi                       | Tyler Crook                                                     | Dave Stewart    | Dave Johnson                                                                  | B.P.R.D.: Inferno sulla Terra 3 (Magic Press)    | Giugno 2013    |
| Gennaio 2012   | Hell on Earth: Russia                               | Hell on Earth: Russia                               | Russia                       | Mike Mignola e John Arcudi                       | Tyler Crook                                                     | Dave Stewart    | Dave Johnson                                                                  | B.P.R.D.: Inferno sulla Terra 3 (Magic Press)    | Giugno 2013    |
| Febbraio 2012  | An Unmarked Grave                                   | An Unmarked Grave                                   | n/a                          | Mike Mignola e John Arcudi                       | Duncan Fegredo                                                  | Dave Stewart    | Duncan Fegredo                                                                | B.P.R.D.: Inferno sulla Terra 3 (Magic Press)    | Giugno 2013    |
| Febbraio 2012  | Hell on Earth: The Long Death                       | Hell on Earth: The Long Death                       | La lunga morte               | Mike Mignola e John Arcudi                       | James Harren                                                    | Dave Stewart    | Duncan Fegredo                                                                | B.P.R.D.: Inferno sulla Terra 4 (Magic Press)    | Dicembre 2015  |
| Marzo 2012     | Hell on Earth: The Long Death                       | Hell on Earth: The Long Death                       | La lunga morte               | Mike Mignola e John Arcudi                       | James Harren                                                    | Dave Stewart    | Duncan Fegredo                                                                | B.P.R.D.: Inferno sulla Terra 4 (Magic Press)    | Dicembre 2015  |
| Aprile 2012    | Hell on Earth: The Long Death                       | Hell on Earth: The Long Death                       | La lunga morte               | Mike Mignola e John Arcudi                       | James Harren                                                    | Dave Stewart    | Duncan Fegredo                                                                | B.P.R.D.: Inferno sulla Terra 4 (Magic Press)    | Dicembre 2015  |
| Marzo 2012     | Hell on Earth: The Pickens County Horror            | Hell on Earth: The Pickens County Horror            | L'orrore di Pickens County   | Mike Mignola e Scott Allie                       | Jason Latour                                                    | Dave Stewart    | Becky Cloonan                                                                 | B.P.R.D.: Inferno sulla Terra 5 (Magic Press)    | Aprile 2016    |
| Aprile 2012    | Hell on Earth: The Pickens County Horror            | Hell on Earth: The Pickens County Horror            | L'orrore di Pickens County   | Mike Mignola e Scott Allie                       | Jason Latour                                                    | Dave Stewart    | Becky Cloonan                                                                 | B.P.R.D.: Inferno sulla Terra 5 (Magic Press)    | Aprile 2016    |
| Maggio 2012    | Hell on Earth: The Transformation of J.H. O'Donnell | Hell on Earth: The Transformation of J.H. O'Donnell | n/a                          | Mike Mignola e Scott Allie                       | Max Fiumara                                                     | Dave Stewart    | Max Fiumara                                                                   | B.P.R.D.: Inferno sulla Terra 5 (Magic Press)    | Aprile 2016    |
| Maggio 2012    | Hell on Earth: The Devil's Engine                   | Hell on Earth: The Devil's Engine                   | Lo strumento del diavolo     | Mike Mignola e John Arcudi                       | Tyler Crook                                                     | Dave Stewart    | Duncan Fegredo                                                                | B.P.R.D.: Inferno sulla Terra 4 (Magic Press)    | Dicembre 2015  |
| Giugno 2012    | Hell on Earth: The Devil's Engine                   | Hell on Earth: The Devil's Engine                   | Lo strumento del diavolo     | Mike Mignola e John Arcudi                       | Tyler Crook                                                     | Dave Stewart    | Duncan Fegredo                                                                | B.P.R.D.: Inferno sulla Terra 4 (Magic Press)    | Dicembre 2015  |
| Luglio 2012    | Hell on Earth: The Devil's Engine                   | Hell on Earth: The Devil's Engine                   | Lo strumento del diavolo     | Mike Mignola e John Arcudi                       | Tyler Crook                                                     | Dave Stewart    | Duncan Fegredo                                                                | B.P.R.D.: Inferno sulla Terra 4 (Magic Press)    | Dicembre 2015  |
| Giugno 2012    | Hell on Earth: Exorcism                             | Hell on Earth: Exorcism                             | Esorcismo                    | Mike Mignola e Cameron Stewart                   | Cameron Stewart                                                 | Dave Stewart    | Viktor Kalvachev                                                              | B.P.R.D.: Inferno sulla Terra 14 (Magic Press)   | Luglio 2018    |
| Luglio 2012    | Hell on Earth: Exorcism                             | Hell on Earth: Exorcism                             | Esorcismo                    | Mike Mignola e Cameron Stewart                   | Cameron Stewart                                                 | Dave Stewart    | Viktor Kalvachev                                                              | B.P.R.D.: Inferno sulla Terra 14 (Magic Press)   | Luglio 2018    |
| Agosto 2012    | Hell on Earth: Return of the Master                 | Hell on Earth: Return of the Master                 | Il ritorno del padrone       | Mike Mignola e John Arcudi                       | Tyler Crook                                                     | Dave Stewart    | Ryan Sook                                                                     | B.P.R.D.: Inferno sulla Terra 6 (Magic Press)    | Giugno 2016    |
| Settembre 2012 | Hell on Earth: Return of the Master                 | Hell on Earth: Return of the Master                 | Il ritorno del padrone       | Mike Mignola e John Arcudi                       | Tyler Crook                                                     | Dave Stewart    | Ryan Sook                                                                     | B.P.R.D.: Inferno sulla Terra 6 (Magic Press)    | Giugno 2016    |
| Ottobre 2012   | Hell on Earth: Return of the Master                 | Hell on Earth: Return of the Master                 | Il ritorno del padrone       | Mike Mignola e John Arcudi                       | Tyler Crook                                                     | Dave Stewart    | Ryan Sook                                                                     | B.P.R.D.: Inferno sulla Terra 6 (Magic Press)    | Giugno 2016    |
| Novembre 2012  | Hell on Earth: Return of the Master                 | Hell on Earth: Return of the Master                 | Il ritorno del padrone       | Mike Mignola e John Arcudi                       | Tyler Crook                                                     | Dave Stewart    | Ryan Sook                                                                     | B.P.R.D.: Inferno sulla Terra 6 (Magic Press)    | Giugno 2016    |
| Dicembre 2012  | Hell on Earth: Return of the Master                 | Hell on Earth: Return of the Master                 | Il ritorno del padrone       | Mike Mignola e John Arcudi                       | Tyler Crook                                                     | Dave Stewart    | Ryan Sook                                                                     | B.P.R.D.: Inferno sulla Terra 6 (Magic Press)    | Giugno 2016    |
| Ottobre 2012   | 1948                                                | 1948                                                | 1948                         | Mike Mignola e John Arcudi                       | Max Fiumara                                                     | Dave Stewart    | Dave Johnson                                                                  | Hellboy presenta: B.P.R.D. 16 (Magic Press)      | Giugno 2016    |
| Novembre 2012  | 1948                                                | 1948                                                | 1948                         | Mike Mignola e John Arcudi                       | Max Fiumara                                                     | Dave Stewart    | Dave Johnson                                                                  | Hellboy presenta: B.P.R.D. 16 (Magic Press)      | Giugno 2016    |
| Dicembre 2012  | 1948                                                | 1948                                                | 1948                         | Mike Mignola e John Arcudi                       | Max Fiumara                                                     | Dave Stewart    | Dave Johnson                                                                  | Hellboy presenta: B.P.R.D. 16 (Magic Press)      | Giugno 2016    |
| Gennaio 2012   | 1948                                                | 1948                                                | 1948                         | Mike Mignola e John Arcudi                       | Max Fiumara                                                     | Dave Stewart    | Dave Johnson                                                                  | Hellboy presenta: B.P.R.D. 16 (Magic Press)      | Giugno 2016    |
| Febbraio 2012  | 1948                                                | 1948                                                | 1948                         | Mike Mignola e John Arcudi                       | Max Fiumara                                                     | Dave Stewart    | Dave Johnson                                                                  | Hellboy presenta: B.P.R.D. 16 (Magic Press)      | Giugno 2016    |
| Gennaio 2013   | Hell on Earth: The Abyss of Time                    | Hell on Earth: The Abyss of Time                    | n/a                          | Mike Mignola Scott Allie                         | James Harren                                                    | Dave Stewart    | James Harren                                                                  | B.P.R.D.: Inferno sulla Terra 5 (Magic Press)    | Aprile 2016    |
| Febbraio 2013  | Hell on Earth: The Abyss of Time                    | Hell on Earth: The Abyss of Time                    | n/a                          | Mike Mignola Scott Allie                         | James Harren                                                    | Dave Stewart    | James Harren                                                                  | B.P.R.D.: Inferno sulla Terra 5 (Magic Press)    | Aprile 2016    |
| Marzo 2013     | Hell on Earth: A Cold Day in Hell                   | Hell on Earth: A Cold Day in Hell                   | Un freddo giorno all'inferno | Mike Mignola e John Arcudi                       | Peter Snejbjerg                                                 | Dave Stewart    | Dave Johnson                                                                  | B.P.R.D.: Inferno sulla Terra 7 (Magic Press)    | Settembre 2016 |
| Aprile 2013    | Hell on Earth: A Cold Day in Hell                   | Hell on Earth: A Cold Day in Hell                   | Un freddo giorno all'inferno | Mike Mignola e John Arcudi                       | Peter Snejbjerg                                                 | Dave Stewart    | Dave Johnson                                                                  | B.P.R.D.: Inferno sulla Terra 7 (Magic Press)    | Settembre 2016 |
| Marzo 2013     | Vampire                                             | Vampire                                             | Vampiro                      | Mike Mignola, Gabriel Bá e Fábio Moon            | Gabriel Bá e Fábio Moon                                         | Dave Stewart    | Fabio Moon                                                                    | Hellboy presenta: B.P.R.D. 17 (Magic Press)      | Settembre 2016 |
| Aprile 2013    | Vampire                                             | Vampire                                             | Vampiro                      | Mike Mignola, Gabriel Bá e Fábio Moon            | Gabriel Bá e Fábio Moon                                         | Dave Stewart    | Fabio Moon                                                                    | Hellboy presenta: B.P.R.D. 17 (Magic Press)      | Settembre 2016 |
| Maggio 2013    | Vampire                                             | Vampire                                             | Vampiro                      | Mike Mignola, Gabriel Bá e Fábio Moon            | Gabriel Bá e Fábio Moon                                         | Dave Stewart    | Fabio Moon                                                                    | Hellboy presenta: B.P.R.D. 17 (Magic Press)      | Settembre 2016 |
| Giugno 2013    | Vampire                                             | Vampire                                             | Vampiro                      | Mike Mignola, Gabriel Bá e Fábio Moon            | Gabriel Bá e Fábio Moon                                         | Dave Stewart    | Fabio Moon                                                                    | Hellboy presenta: B.P.R.D. 17 (Magic Press)      | Settembre 2016 |
| Luglio 2013    | Vampire                                             | Vampire                                             | Vampiro                      | Mike Mignola, Gabriel Bá e Fábio Moon            | Gabriel Bá e Fábio Moon                                         | Dave Stewart    | Fabio Moon                                                                    | Hellboy presenta: B.P.R.D. 17 (Magic Press)      | Settembre 2016 |
| Maggio 2013    | Hell on Earth: Wasteland                            | Hell on Earth: Wasteland                            | n/a                          | Mike Mignola e John Arcudi                       | Laurence Campbell                                               | Dave Stewart    | Dave Johnson                                                                  | B.P.R.D.: Inferno sulla Terra 7 (Magic Press)    | Settembre 2016 |
| Giugno 2013    | Hell on Earth: Wasteland                            | Hell on Earth: Wasteland                            | n/a                          | Mike Mignola e John Arcudi                       | Laurence Campbell                                               | Dave Stewart    | Dave Johnson                                                                  | B.P.R.D.: Inferno sulla Terra 7 (Magic Press)    | Settembre 2016 |
| Luglio 2013    | Hell on Earth: Wasteland                            | Hell on Earth: Wasteland                            | n/a                          | Mike Mignola e John Arcudi                       | Laurence Campbell                                               | Dave Stewart    | Dave Johnson                                                                  | B.P.R.D.: Inferno sulla Terra 7 (Magic Press)    | Settembre 2016 |
| Agosto 2013    | Hell on Earth: Lake of Fire                         | Hell on Earth: Lake of Fire                         | Il lago di fiamme            | Mike Mignola e John Arcudi                       | Tyler Crook                                                     | Dave Stewart    | Rafael Albuquerque                                                            | B.P.R.D.: Inferno sulla Terra 8 (Magic Press)    | Dicembre 2016  |
| Settembre 2013 | Hell on Earth: Lake of Fire                         | Hell on Earth: Lake of Fire                         | Il lago di fiamme            | Mike Mignola e John Arcudi                       | Tyler Crook                                                     | Dave Stewart    | Rafael Albuquerque                                                            | B.P.R.D.: Inferno sulla Terra 8 (Magic Press)    | Dicembre 2016  |
| Ottobre 2013   | Hell on Earth: Lake of Fire                         | Hell on Earth: Lake of Fire                         | Il lago di fiamme            | Mike Mignola e John Arcudi                       | Tyler Crook                                                     | Dave Stewart    | Rafael Albuquerque                                                            | B.P.R.D.: Inferno sulla Terra 8 (Magic Press)    | Dicembre 2016  |
| Novembre 2013  | Hell on Earth: Lake of Fire                         | Hell on Earth: Lake of Fire                         | Il lago di fiamme            | Mike Mignola e John Arcudi                       | Tyler Crook                                                     | Dave Stewart    | Rafael Albuquerque                                                            | B.P.R.D.: Inferno sulla Terra 8 (Magic Press)    | Dicembre 2016  |
| Dicembre 2013  | Hell on Earth: Lake of Fire                         | Hell on Earth: Lake of Fire                         | Il lago di fiamme            | Mike Mignola e John Arcudi                       | Tyler Crook                                                     | Dave Stewart    | Rafael Albuquerque                                                            | B.P.R.D.: Inferno sulla Terra 8 (Magic Press)    | Dicembre 2016  |
| Gennaio 2014   | Hell on Earth: The Reign of the Black Flame         | Hell on Earth: The Reign of the Black Flame         | Il regno di fiamma nera      | Mike Mignola e John Arcudi                       | James Harren                                                    | Dave Stewart    | Rafael Albuquerque                                                            | B.P.R.D.: Inferno sulla Terra 9 (Magic Press)    | Febbraio 2017  |
| Febbraio 2014  | Hell on Earth: The Reign of the Black Flame         | Hell on Earth: The Reign of the Black Flame         | Il regno di fiamma nera      | Mike Mignola e John Arcudi                       | James Harren                                                    | Dave Stewart    | Rafael Albuquerque                                                            | B.P.R.D.: Inferno sulla Terra 9 (Magic Press)    | Febbraio 2017  |
| Marzo 2014     | Hell on Earth: The Reign of the Black Flame         | Hell on Earth: The Reign of the Black Flame         | Il regno di fiamma nera      | Mike Mignola e John Arcudi                       | James Harren                                                    | Dave Stewart    | Rafael Albuquerque                                                            | B.P.R.D.: Inferno sulla Terra 9 (Magic Press)    | Febbraio 2017  |
| Aprile 2014    | Hell on Earth: The Reign of the Black Flame         | Hell on Earth: The Reign of the Black Flame         | Il regno di fiamma nera      | Mike Mignola e John Arcudi                       | James Harren                                                    | Dave Stewart    | Rafael Albuquerque                                                            | B.P.R.D.: Inferno sulla Terra 9 (Magic Press)    | Febbraio 2017  |
| Maggio 2014    | Hell on Earth: The Reign of the Black Flame         | Hell on Earth: The Reign of the Black Flame         | Il regno di fiamma nera      | Mike Mignola e John Arcudi                       | James Harren                                                    | Dave Stewart    | Rafael Albuquerque                                                            | B.P.R.D.: Inferno sulla Terra 9 (Magic Press)    | Febbraio 2017  |
| Giugno 2014    | Hell on Earth: The Devil's Wings                    | Hell on Earth: The Devil's Wings                    | Le ali del demonio           | Mike Mignola e John Arcudi                       | Laurence Campbell                                               | Dave Stewart    | Laurence Campbell                                                             | B.P.R.D.: Inferno sulla Terra 10 (Magic Press)   | Marzo 2017     |
| Luglio 2014    | Hell on Earth: The Devil's Wings                    | Hell on Earth: The Devil's Wings                    | Le ali del demonio           | Mike Mignola e John Arcudi                       | Laurence Campbell                                               | Dave Stewart    | Laurence Campbell                                                             | B.P.R.D.: Inferno sulla Terra 10 (Magic Press)   | Marzo 2017     |
| Agosto 2014    | Hell on Earth: The Broken Equation                  | Hell on Earth: The Broken Equation                  | n/a                          | Mike Mignola e John Arcudi                       | Joe Querio                                                      | Dave Stewart    | Laurence Campbell                                                             | B.P.R.D.: Inferno sulla Terra 10 (Magic Press)   | Marzo 2017     |
| Settembre 2014 | Hell on Earth: The Broken Equation                  | Hell on Earth: The Broken Equation                  | n/a                          | Mike Mignola e John Arcudi                       | Joe Querio                                                      | Dave Stewart    | Laurence Campbell                                                             | B.P.R.D.: Inferno sulla Terra 10 (Magic Press)   | Marzo 2017     |
| Ottobre 2014   | Hell on Earth: Grind                                | Hell on Earth: Grind                                | n/a                          | Mike Mignola e John Arcudi                       | Tyler Crook                                                     | Dave Stewart    | Laurence Campbell                                                             | B.P.R.D.: Inferno sulla Terra 10 (Magic Press)   | Marzo 2017     |
| Novembre 2014  | Hell on Earth: Flesh and Stone                      | Hell on Earth: Flesh and Stone                      | n/a                          | Mike Mignola e John Arcudi                       | James Harren                                                    | Dave Stewart    | Laurence Campbell                                                             | B.P.R.D.: Inferno sulla Terra 11 (Magic Press)   | Giugno 2017    |
| Dicembre 2014  | Hell on Earth: Flesh and Stone                      | Hell on Earth: Flesh and Stone                      | n/a                          | Mike Mignola e John Arcudi                       | James Harren                                                    | Dave Stewart    | Laurence Campbell                                                             | B.P.R.D.: Inferno sulla Terra 11 (Magic Press)   | Giugno 2017    |
| Gennaio 2015   | Hell on Earth: Flesh and Stone                      | Hell on Earth: Flesh and Stone                      | n/a                          | Mike Mignola e John Arcudi                       | James Harren                                                    | Dave Stewart    | Laurence Campbell                                                             | B.P.R.D.: Inferno sulla Terra 11 (Magic Press)   | Giugno 2017    |
| Febbraio 2015  | Hell on Earth: Flesh and Stone                      | Hell on Earth: Flesh and Stone                      | n/a                          | Mike Mignola e John Arcudi                       | James Harren                                                    | Dave Stewart    | Laurence Campbell                                                             | B.P.R.D.: Inferno sulla Terra 11 (Magic Press)   | Giugno 2017    |
| Marzo 2015     | Hell on Earth: Flesh and Stone                      | Hell on Earth: Flesh and Stone                      | n/a                          | Mike Mignola e John Arcudi                       | James Harren                                                    | Dave Stewart    | Laurence Campbell                                                             | B.P.R.D.: Inferno sulla Terra 11 (Magic Press)   | Giugno 2017    |
| Aprile 2015    | Hell on Earth: Nowhere, Nothing, Never              | Hell on Earth: Nowhere, Nothing, Never              | n/a                          | Mike Mignola e John Arcudi                       | Peter Snejbjerg                                                 | Dave Stewart    | Laurence Campbell                                                             | B.P.R.D.: Inferno sulla Terra 12 (Magic Press)   | Settembre 2017 |
| Maggio 2015    | Hell on Earth: Nowhere, Nothing, Never              | Hell on Earth: Nowhere, Nothing, Never              | n/a                          | Mike Mignola e John Arcudi                       | Peter Snejbjerg                                                 | Dave Stewart    | Laurence Campbell                                                             | B.P.R.D.: Inferno sulla Terra 12 (Magic Press)   | Settembre 2017 |
| Giugno 2015    | Hell on Earth: Nowhere, Nothing, Never              | Hell on Earth: Nowhere, Nothing, Never              | n/a                          | Mike Mignola e John Arcudi                       | Peter Snejbjerg                                                 | Dave Stewart    | Laurence Campbell                                                             | B.P.R.D.: Inferno sulla Terra 12 (Magic Press)   | Settembre 2017 |
| Luglio 2015    | Hell on Earth: Modern Prometheus                    | Hell on Earth: Modern Prometheus                    | n/a                          | Mike Mignola e John Arcudi                       | Julian Totino Tedesco                                           | Dave Stewart    | Laurence Campbell                                                             | B.P.R.D.: Inferno sulla Terra 12 (Magic Press)   | Settembre 2017 |
| Agosto 2015    | Hell on Earth: Modern Prometheus                    | Hell on Earth: Modern Prometheus                    | n/a                          | Mike Mignola e John Arcudi                       | Julian Totino Tedesco                                           | Dave Stewart    | Laurence Campbell                                                             | B.P.R.D.: Inferno sulla Terra 12 (Magic Press)   | Settembre 2017 |
| Settembre 2015 | Hell on Earth: End of Days                          | Hell on Earth: End of Days                          | La fine dei Tempi            | Mike Mignola e John Arcudi                       | Laurence Campbell                                               | Dave Stewart    | Laurence Campbell                                                             | B.P.R.D.: Inferno sulla Terra 13 (Magic Press)   | Dicembre 2017  |
| Ottobre 2015   | Hell on Earth: End of Days                          | Hell on Earth: End of Days                          | La fine dei Tempi            | Mike Mignola e John Arcudi                       | Laurence Campbell                                               | Dave Stewart    | Laurence Campbell                                                             | B.P.R.D.: Inferno sulla Terra 13 (Magic Press)   | Dicembre 2017  |
| Novembre 2015  | Hell on Earth: End of Days                          | Hell on Earth: End of Days                          | La fine dei Tempi            | Mike Mignola e John Arcudi                       | Laurence Campbell                                               | Dave Stewart    | Laurence Campbell                                                             | B.P.R.D.: Inferno sulla Terra 13 (Magic Press)   | Dicembre 2017  |
| Dicembre 2015  | Hell on Earth: End of Days                          | Hell on Earth: End of Days                          | La fine dei Tempi            | Mike Mignola e John Arcudi                       | Laurence Campbell                                               | Dave Stewart    | Laurence Campbell                                                             | B.P.R.D.: Inferno sulla Terra 13 (Magic Press)   | Dicembre 2017  |
| Gennaio 2016   | Hell on Earth: End of Days                          | Hell on Earth: End of Days                          | La fine dei Tempi            | Mike Mignola e John Arcudi                       | Laurence Campbell                                               | Dave Stewart    | Laurence Campbell                                                             | B.P.R.D.: Inferno sulla Terra 13 (Magic Press)   | Dicembre 2017  |
| Aprile 2016    | Hell on Earth: The Exorcist                         | Hell on Earth: The Exorcist                         | L'esorcista                  | Mike Mignola, Chris Roberson e Cameron Stewart   | Mike Norton                                                     | Dave Stewart    | Duncan Fegredo                                                                | B.P.R.D.: Inferno sulla Terra 14 (Magic Press)   | Luglio 2018    |
| Maggio 2016    | Hell on Earth: The Exorcist                         | Hell on Earth: The Exorcist                         | L'esorcista                  | Mike Mignola, Chris Roberson e Cameron Stewart   | Mike Norton                                                     | Dave Stewart    | Duncan Fegredo                                                                | B.P.R.D.: Inferno sulla Terra 14 (Magic Press)   | Luglio 2018    |
| Giugno 2016    | Hell on Earth: The Exorcist                         | Hell on Earth: The Exorcist                         | L'esorcista                  | Mike Mignola, Chris Roberson e Cameron Stewart   | Mike Norton                                                     | Dave Stewart    | Duncan Fegredo                                                                | B.P.R.D.: Inferno sulla Terra 14 (Magic Press)   | Luglio 2018    |
| Luglio 2016    | Hell on Earth: Cometh the Hour                      | Hell on Earth: Cometh the Hour                      | n/a                          | Mike Mignola e John Arcudi                       | Laurence Campbell                                               | Dave Stewart    | Duncan Fegredo                                                                | B.P.R.D.: Inferno sulla Terra 15 (Magic Press)   | Ottobre 2018   |
| Agosto 2016    | Hell on Earth: Cometh the Hour                      | Hell on Earth: Cometh the Hour                      | n/a                          | Mike Mignola e John Arcudi                       | Laurence Campbell                                               | Dave Stewart    | Duncan Fegredo                                                                | B.P.R.D.: Inferno sulla Terra 15 (Magic Press)   | Ottobre 2018   |
| Settembre 2016 | Hell on Earth: Cometh the Hour                      | Hell on Earth: Cometh the Hour                      | n/a                          | Mike Mignola e John Arcudi                       | Laurence Campbell                                               | Dave Stewart    | Duncan Fegredo                                                                | B.P.R.D.: Inferno sulla Terra 15 (Magic Press)   | Ottobre 2018   |
| Ottobre 2016   | Hell on Earth: Cometh the Hour                      | Hell on Earth: Cometh the Hour                      | n/a                          | Mike Mignola e John Arcudi                       | Laurence Campbell                                               | Dave Stewart    | Duncan Fegredo                                                                | B.P.R.D.: Inferno sulla Terra 15 (Magic Press)   | Ottobre 2018   |
| Novembre 2016  | Hell on Earth: Cometh the Hour                      | Hell on Earth: Cometh the Hour                      | n/a                          | Mike Mignola e John Arcudi                       | Laurence Campbell                                               | Dave Stewart    | Duncan Fegredo                                                                | B.P.R.D.: Inferno sulla Terra 15 (Magic Press)   | Ottobre 2018   |
| Luglio 2017    | The Devil You Know: Messiah                         | The Devil You Know: Messiah                         | Messia                       | Mike Mignola e Scott Allie                       | Laurence Campbell                                               | Dave Stewart    | Duncan Fegredo                                                                | B.P.R.D.: Il diavolo che conosci 1 (Magic Press) | Dicembre 2018  |
| Agosto 2017    | The Devil You Know: Messiah                         | The Devil You Know: Messiah                         | Messia                       | Mike Mignola e Scott Allie                       | Laurence Campbell                                               | Dave Stewart    | Duncan Fegredo                                                                | B.P.R.D.: Il diavolo che conosci 1 (Magic Press) | Dicembre 2018  |
| Ottobre 2017   | The Devil You Know: Messiah                         | The Devil You Know: Messiah                         | Messia                       | Mike Mignola e Scott Allie                       | Laurence Campbell                                               | Dave Stewart    | Duncan Fegredo                                                                | B.P.R.D.: Il diavolo che conosci 1 (Magic Press) | Dicembre 2018  |
| Novembre 2017  | The Devil You Know: Messiah                         | The Devil You Know: Messiah                         | Messia                       | Mike Mignola e Scott Allie                       | Laurence Campbell                                               | Dave Stewart    | Duncan Fegredo                                                                | B.P.R.D.: Il diavolo che conosci 1 (Magic Press) | Dicembre 2018  |
| Dicembre 2017  | The Devil You Know: Messiah                         | The Devil You Know: Messiah                         | Messia                       | Mike Mignola e Scott Allie                       | Laurence Campbell                                               | Dave Stewart    | Duncan Fegredo                                                                | B.P.R.D.: Il diavolo che conosci 1 (Magic Press) | Dicembre 2018  |
| Maggio 2018    | The Devil You Know: Pandemonium                     | The Devil You Know: Pandemonium                     | Pandemonio                   | Mike Mignola e Scott Allie                       | Sebastian Fiumara; Mike Mignola (le prime tre pagine dell'albo) | Dave Stewart    | Sebastian Fiumara                                                             | B.P.R.D.: Il diavolo che conosci 2 (Magic Press) | Maggio 2019    |
| Giugno 2018    | The Devil You Know: Pandemonium                     | The Devil You Know: Pandemonium                     | Pandemonio                   | Mike Mignola e Scott Allie                       | Sebastian Fiumara                                               | Dave Stewart    | Sebastian Fiumara                                                             | B.P.R.D.: Il diavolo che conosci 2 (Magic Press) | Maggio 2019    |
| Luglio 2018    | The Devil You Know: Pandemonium                     | The Devil You Know: Pandemonium                     | Pandemonio                   | Mike Mignola e Scott Allie                       | Sebastian Fiumara                                               | Dave Stewart    | Max Fiumara                                                                   | B.P.R.D.: Il diavolo che conosci 2 (Magic Press) | Maggio 2019    |
| Agosto 2018    | The Devil You Know: Pandemonium                     | The Devil You Know: Pandemonium                     | Pandemonio                   | Mike Mignola e Scott Allie                       | Laurence Campbell                                               | Dave Stewart    | Max Fiumara                                                                   | B.P.R.D.: Il diavolo che conosci 2 (Magic Press) | Maggio 2019    |
| Settembre 2018 | The Devil You Know: Pandemonium                     | The Devil You Know: Pandemonium                     | Pandemonio                   | Mike Mignola e Scott Allie                       | Laurence Campbell                                               | Dave Stewart    | Max Fiumara                                                                   | B.P.R.D.: Il diavolo che conosci 2 (Magic Press) | Maggio 2019    |
| Dicembre 2018  | The Devil You Know: Ragna Rok                       | The Devil You Know: Ragna Rok                       | Ragna Rok                    | Mike Mignola e Scott Allie                       | Laurence Campbell e Christopher Mitten                          | Dave Stewart    | Mike Mignola                                                                  | B.P.R.D.: Il diavolo che conosci 3 (Magic Press) | Novembre 2019  |
| Gennaio 2019   | The Devil You Know: Ragna Rok                       | The Devil You Know: Ragna Rok                       | Ragna Rok                    | Mike Mignola e Scott Allie                       | Laurence Campbell                                               | Dave Stewart    | Mike Mignola                                                                  | B.P.R.D.: Il diavolo che conosci 3 (Magic Press) | Novembre 2019  |
| Febbraio 2019  | The Devil You Know: Ragna Rok                       | The Devil You Know: Ragna Rok                       | Ragna Rok                    | Mike Mignola e Scott Allie                       | Laurence Campbell e Christopher Mitten                          | Dave Stewart    | Mike Mignola                                                                  | B.P.R.D.: Il diavolo che conosci 3 (Magic Press) | Novembre 2019  |
| Marzo 2019     | The Devil You Know: Ragna Rok                       | The Devil You Know: Ragna Rok                       | Ragna Rok                    | Mike Mignola e Scott Allie                       | Laurence Campbell                                               | Dave Stewart    | Mike Mignola                                                                  | B.P.R.D.: Il diavolo che conosci 3 (Magic Press) | Novembre 2019  |
| Aprile 2019    | The Devil You Know: Ragna Rok                       | The Devil You Know: Ragna Rok                       | Ragna Rok                    | Mike Mignola e Scott Allie                       | Laurence Campbell; Mike Mignola (ultime tredici pagine)         | Dave Stewart    | Mike Mignola                                                                  | B.P.R.D.: Il diavolo che conosci 3 (Magic Press) | Novembre 2019  |

#### Lobster Johnson
Miniserie e albi autoconclusivi incentrati sul vigilante Lobster Johnson.
| Data                          | Nr. albi | Titolo                                         | Titolo italiano                  | Sceneggiatura                 | Disegni                   | Colori                      | Copertina    | Prima edizione italiana                           | Data italiana  |
| ----------------------------- | -------- | ---------------------------------------------- | -------------------------------- | ----------------------------- | ------------------------- | --------------------------- | ------------ | ------------------------------------------------- | -------------- |
| Settembre 2007 - Gennaio 2008 | 5        | The Iron Prometheus                            | Il prometeo di ferro             | Mike Mignola                  | Jason Armstrong           | Dave Stewart                | Mike Mignola | Hellboy presenta: Lobster Johnson 1 (Magic Press) | Dicembre 2012  |
| Gennaio 2012 - Maggio 2012    | 5        | The Burning Hand                               | La mano che brucia               | Mike Mignola e John Arcudi    | Tonci Zonjic              | Dave Stewart                | Dave Johnson | Hellboy presenta: Lobster Johnson 2 (Magic Press) | Settembre 2014 |
| Febbraio 2012                 | 1        | Tony Masso's Finest Hour                       | L'attimo di gloria di Tony Masso | Mike Mignola                  | Joe Querio                | Dave Stewart                | Mike Mignola | Hellboy presenta: Lobster Johnson 3 (Magic Press) | Luglio 2017    |
| Agosto 2012                   | 1        | The prayer of Neferu                           | La preghiera di Neferu           | Mike Mignola e John Arcudi    | Wilfredo Torres           | Dave Stewart                | Tonci Zonjic | Hellboy presenta: Lobster Johnson 3 (Magic Press) | Luglio 2017    |
| Settembre 2012                | 1        | Caput mortuum                                  | Caput mortuum                    | Mike Mignola e John Arcudi    | Tonci Zonjic              | Dave Stewart                | Tonci Zonjic | Hellboy presenta: Lobster Johnson 3 (Magic Press) | Luglio 2017    |
| Maggio 2013                   | 1        | Satan smells a rat                             | Satana sente puzza di bruciato   | Mike Mignola e John Arcudi    | Kevin Nowlan              | Kevin Nowlan                | Kevin Nowlan | Hellboy presenta: Lobster Johnson 3 (Magic Press) | Luglio 2017    |
| Luglio 2013 - Agosto 2013     | 2        | A Scent of Lotus                               | Fragranza di loto                | Mike Mignola e John Arcudi    | Sebastian Fiumara         | Dave Stewart                | Tonci Zonjic | Hellboy presenta: Lobster Johnson 3 (Magic Press) | Luglio 2017    |
| Febbraio 2014 - Agosto 2014   | 5        | Get the Lobster                                | Caccia a Lobster!                | Mike Mignola e John Arcudi    | Tonci Zonjic              | Dave Stewart                | Tonci Zonjic | Hellboy presenta: Lobster Johnson 4 (Magic Press) | Febbraio 2019  |
| Luglio 2015                   | 1        | A Chain Forged in Life                         | Una catena fabbricata in vita    | Mike Mignola e John Arcudi    | Troy Nixey e Kevin Nowlan | Dave Stewart e Kevin Nowlan | Tonci Zonjic | Hellboy presenta: Lobster Johnson 6 (Magic Press) | Dicembre 2019  |
| Dicembre 2015                 | 1        | The Glass Mantis                               | n/a                              | Mike Mignola e John Arcudi    | Toni Fejzula              | Toni Fejzula                | Tonci Zonjic | Hellboy presenta: Lobster Johnson 6 (Magic Press) | Dicembre 2019  |
| Gennaio 2016                  | 1        | Kung Pao Lobster                               | n/a                              | Dean Rankine                  | Dean Rankine              | Dean Rankine                | Tim Sale     | Inedito                                           | n/a            |
| Aprile 2016                   | 1        | The Forgotten Man                              | n/a                              | Mike Mignola e John Arcudi    | Peter Snejbjerg           | Dave Stewart                | Tonci Zonjic | Hellboy presenta: Lobster Johnson 6 (Magic Press) | Dicembre 2019  |
| Maggio 2016 - Luglio 2016     | 3        | Metal Monsters of Midtown                      | I mostri meccanici di Midtown    | Mike Mignola e John Arcudi    | Tonci Zonjic              | Dave Stewart                | Tonci Zonjic | Hellboy presenta: Lobster Johnson 5 (Magic Press) | Luglio 2019    |
| Gennaio 2017                  | 1        | Garden of Bones                                | n/a                              | Mike Mignola e John Arcudi    | Stephen Green             | Dave Stewart                | Tonci Zonjic | Hellboy presenta: Lobster Johnson 6 (Magic Press) | Dicembre 2019  |
| Marzo 2017 - Maggio 2017      | 3        | The Pirate's Ghost                             | Il pirata fantasma               | Mike Mignola e John Arcudi    | Tonci Zonjic              | Tonci Zonjic                | Tonci Zonjic | Hellboy presenta: Lobster Johnson 5 (Magic Press) | Luglio 2019    |
| Agosto 2017                   | 1        | Mangekyō                                       | Mangekyō                         | Mike Mignola e John Arcudi    | Ben Stenbeck              | Dave Stewart                | Tonci Zonjic | Hellboy presenta: Lobster Johnson 6 (Magic Press) | Dicembre 2019  |
| Maggio 2019                   | 1        | Hellboy vs. Lobster Johnson: The Ring of Death | n/a                              | Mike Mignola e Chris Roberson | Mike Norton               | Dave Stewart                | Paolo Rivera | Hellboy & B.P.R.D. 5 (Magic Press)                | Ottobre 2019   |
| Maggio 2019                   | 1        | Down Mexico Way                                | n/a                              | Mike Mignola e Chris Roberson | Paul Grist                | Bill Crabtree               | Paolo Rivera | Hellboy & B.P.R.D. 5 (Magic Press)                | Ottobre 2019   |

#### Sir Edward Grey: Witchfinder
Miniserie incentrate sul cacciatore di streghe Edward Grey.
| Data                         | Nr. albi | Titolo                                                             | Titolo italiano                                                    | Sceneggiatura                 | Disegni                  | Colori          | Copertina                | Prima edizione italiana                              | Data italiana  |
| ---------------------------- | -------- | ------------------------------------------------------------------ | ------------------------------------------------------------------ | ----------------------------- | ------------------------ | --------------- | ------------------------ | ---------------------------------------------------- | -------------- |
| Luglio 2009 - Novembre 2009  | 5        | In the Service of Angels                                           | Al servizio degli angeli                                           | Mike Mignola                  | Ben Stenbeck             | Dave Stewart    | Mike Mignola             | Hellboy presenta: Witchfinder 1 (Magic Press)        | Gennaio 2012   |
| Febbraio 2011 - Giugno 2011  | 5        | Lost and gone forever                                              | Perduto per sempre                                                 | Mike Mignola e John Arcudi    | John Severin             | Dave Stewart    | Mike Mignola             | Hellboy presenta: Witchfinder 2 (Magic Press)        | Luglio 2014    |
| Giugno 2014 - Ottobre 2014   | 5        | The Mysteries of Unland                                            | I misteri delle non-terre                                          | Kim Newman e Maura McHugh     | Tyler Crook              | Dave Stewart    | Julian Totino Tedesco    | Hellboy presenta: Witchfinder 3 (Magic Press)        | Aprile 2017    |
| Agosto 2016 - Dicembre 2016  | 5        | City of the Dead                                                   | La città dei morti                                                 | Mike Mignola e Chris Roberson | Ben Stenbeck             | Michelle Madsen | Julian Totino Tedesco    | Hellboy presenta: Witchfinder 4 (Magic Press)        | Aprile 2018    |
| Maggio 2018 - Settembre 2018 | 5        | The Gates of Heaven                                                | I cancelli del cielo                                               | Mike Mignola e Chris Roberson | Matt "D’Israeli" Brooker | Michelle Madsen | Matt "D’Israeli" Brooker | Hellboy presenta: Witchfinder 5 (Magic Press)        | Settembre 2019 |
| Novembre 2019 - Marzo 2020   | 5        | The Reign of Darkness                                              | Il regno dell'oscurità                                             | Mike Mignola e Chris Roberson | Christopher Mitten       | Michelle Madsen | Christopher Mitten       | Hellboy presenta: Witchfinder 6 (Magic Press)        | Novembre 2020  |
| Dicembre 2021                | 1        | Sir Edward Grey: Acheron                                           | Sir Edward Grey: Acheron                                           | Mike Mignola                  | Mike Mignola             | Dave Stewart    | Mike Mignola             | Hellboy presenta: Koshchei all’Inferno (Magic Press) | Settembre 2023 |
| Novembre 2024                | 3        | The Serpent in the Garden: Ed Grey and the Last Battle for England | The Serpent in the Garden: Ed Grey and the Last Battle for England | Mike Mignola                  | Ben Stenbeck             | Dave Stewart    | Ben Stenbeck             | Inedito                                              | n/a            |
| Gennaio 2025                 | 3        | The Serpent in the Garden: Ed Grey and the Last Battle for England | The Serpent in the Garden: Ed Grey and the Last Battle for England | Mike Mignola                  | Ben Stenbeck             | Dave Stewart    | Ben Stenbeck             | Inedito                                              | n/a            |
| Marzo 2025                   | 3        | The Serpent in the Garden: Ed Grey and the Last Battle for England | The Serpent in the Garden: Ed Grey and the Last Battle for England | Mike Mignola                  | Ben Stenbeck             | Dave Stewart    | Ben Stenbeck             | Inedito                                              | n/a            |

#### Hellboy and the B.P.R.D.
Serie incentrate sugli anni in cui Hellboy ha fatto parte del B.P.R.D., antecedenti Il seme della distruzione.
| Data           | Titolo                                          | Titolo italiano                      | Sceneggiatura                     | Disegni                                      | Colori           | Copertina               | Prima edizione italiana            | Data italiana  |
| -------------- | ----------------------------------------------- | ------------------------------------ | --------------------------------- | -------------------------------------------- | ---------------- | ----------------------- | ---------------------------------- | -------------- |
| Dicembre 2014  | 1952                                            | 1952                                 | Mike Mignola e John Arcudi        | Alex Maleev                                  | Dave Stewart     | Alex Maleev             | Hellboy & B.P.R.D. 1 (Magic Press) | Settembre 2016 |
| Gennaio 2015   | 1952                                            | 1952                                 | Mike Mignola e John Arcudi        | Alex Maleev                                  | Dave Stewart     | Alex Maleev             | Hellboy & B.P.R.D. 1 (Magic Press) | Settembre 2016 |
| Febbraio 2015  | 1952                                            | 1952                                 | Mike Mignola e John Arcudi        | Alex Maleev                                  | Dave Stewart     | Alex Maleev             | Hellboy & B.P.R.D. 1 (Magic Press) | Settembre 2016 |
| Marzo 2015     | 1952                                            | 1952                                 | Mike Mignola e John Arcudi        | Alex Maleev                                  | Dave Stewart     | Alex Maleev             | Hellboy & B.P.R.D. 1 (Magic Press) | Settembre 2016 |
| Aprile 2015    | 1952                                            | 1952                                 | Mike Mignola e John Arcudi        | Alex Maleev                                  | Dave Stewart     | Alex Maleev             | Hellboy & B.P.R.D. 1 (Magic Press) | Settembre 2016 |
| Ottobre 2015   | 1953: The Phantom Hand & The Kelpie             | n/a                                  | Mike Mignola                      | Ben Stenbeck                                 | Dave Stewart     | Mike Mignola            | Hellboy & B.P.R.D. 2 (Magic Press) | Gennaio 2017   |
| Novembre 2015  | 1953: The Witch Tree & Rawhead and Bloody Bones | n/a                                  | Mike Mignola                      | Ben Stenbeck                                 | Dave Stewart     | Mike Mignola            | Hellboy & B.P.R.D. 2 (Magic Press) | Gennaio 2017   |
| Gennaio 2016   | 1953 - Wandering Souls                          | n/a                                  | Mike Mignola e Chris Roberson     | Michael Walsh                                | Dave Stewart     | Tim Sale                | Hellboy & B.P.R.D. 2 (Magic Press) | Gennaio 2017   |
| Febbraio 2016  | 1953: Beyond the Fences                         | n/a                                  | Mike Mignola e Chris Roberson     | Paolo Rivera                                 | Dave Stewart     | Paolo Rivera            | Hellboy & B.P.R.D. 2 (Magic Press) | Gennaio 2017   |
| Marzo 2016     | 1953: Beyond the Fences                         | n/a                                  | Mike Mignola e Chris Roberson     | Paolo Rivera                                 | Dave Stewart     | Paolo Rivera            | Hellboy & B.P.R.D. 2 (Magic Press) | Gennaio 2017   |
| Aprile 2016    | 1953: Beyond the Fences                         | n/a                                  | Mike Mignola e Chris Roberson     | Paolo Rivera                                 | Dave Stewart     | Paolo Rivera            | Hellboy & B.P.R.D. 2 (Magic Press) | Gennaio 2017   |
| Settembre 2016 | 1954: Black Sun                                 | Sole nero                            | Mike Mignola e Chris Roberson     | Stephen Green                                | Dave Stewart     | Mike Huddleston         | Hellboy & B.P.R.D. 3 (Magic Press) | Marzo 2018     |
| Ottobre 2016   | 1954: Black Sun                                 | Sole nero                            | Mike Mignola e Chris Roberson     | Stephen Green                                | Dave Stewart     | Mike Huddleston         | Hellboy & B.P.R.D. 3 (Magic Press) | Marzo 2018     |
| Novembre 2016  | 1954: The Unreasoning Beast                     | L'irragionevole bestia               | Mike Mignola e Chris Roberson     | Patric Reynolds                              | Dave Stewart     | Mike Huddleston         | Hellboy & B.P.R.D. 3 (Magic Press) | Marzo 2018     |
| Marzo 2017     | 1954: Ghost Moon                                | Il mese dei fantasmi                 | Mike Mignola e Chris Roberson     | Brian Churilla                               | Dave Stewart     | Mike Huddleston         | Hellboy & B.P.R.D. 3 (Magic Press) | Marzo 2018     |
| Aprile 2017    | 1954: Ghost Moon                                | Il mese dei fantasmi                 | Mike Mignola e Chris Roberson     | Brian Churilla                               | Dave Stewart     | Mike Huddleston         | Hellboy & B.P.R.D. 3 (Magic Press) | Marzo 2018     |
| Agosto 2017    | 1955: Secret Nature                             | n/a                                  | Mike Mignola e Chris Roberson     | Shawn C. Martinbrough                        | Dave Stewart     | Shawn C. Martinbrough   | Hellboy & B.P.R.D. 4 (Magic Press) | Ottobre 2018   |
| Settembre 2017 | 1955: Occult Intelligence                       | n/a                                  | Mike Mignola e Chris Roberson     | Brian Churilla                               | Dave Stewart     | Paolo Rivera            | Hellboy & B.P.R.D. 4 (Magic Press) | Ottobre 2018   |
| Ottobre 2017   | 1955: Occult Intelligence                       | n/a                                  | Mike Mignola e Chris Roberson     | Brian Churilla                               | Dave Stewart     | Paolo Rivera            | Hellboy & B.P.R.D. 4 (Magic Press) | Ottobre 2018   |
| Novembre 2017  | 1955: Occult Intelligence                       | n/a                                  | Mike Mignola e Chris Roberson     | Brian Churilla                               | Dave Stewart     | Paolo Rivera            | Hellboy & B.P.R.D. 4 (Magic Press) | Ottobre 2018   |
| Febbraio 2018  | 1955: Burning Season                            | n/a                                  | Mike Mignola e Chris Roberson     | Paolo Rivera                                 | Dave Stewart     | Paolo Rivera            | Hellboy & B.P.R.D. 4 (Magic Press) | Ottobre 2018   |
| Novembre 2018  | 1956                                            | n/a                                  | Mike Mignola e Chris Roberson     | Yishan Li, Mike Norton e Michael Avon Oeming | Dave Stewart     | Dave Johnson            | Hellboy & B.P.R.D. 5 (Magic Press) | Ottobre 2019   |
| Dicembre 2018  | 1956                                            | n/a                                  | Mike Mignola e Chris Roberson     | Yishan Li, Mike Norton e Michael Avon Oeming | Dave Stewart     | Dave Johnson            | Hellboy & B.P.R.D. 5 (Magic Press) | Ottobre 2019   |
| Gennaio 2019   | 1956                                            | n/a                                  | Mike Mignola e Chris Roberson     | Yishan Li, Mike Norton e Michael Avon Oeming | Dave Stewart     | Dave Johnson            | Hellboy & B.P.R.D. 5 (Magic Press) | Ottobre 2019   |
| Febbraio 2019  | 1956                                            | n/a                                  | Mike Mignola e Chris Roberson     | Yishan Li, Mike Norton e Michael Avon Oeming | Dave Stewart     | Dave Johnson            | Hellboy & B.P.R.D. 5 (Magic Press) | Ottobre 2019   |
| Marzo 2019     | 1956                                            | n/a                                  | Mike Mignola e Chris Roberson     | Yishan Li, Mike Norton e Michael Avon Oeming | Dave Stewart     | Dave Johnson            | Hellboy & B.P.R.D. 5 (Magic Press) | Ottobre 2019   |
| Giugno 2019    | Beast of Vargu                                  | La bestia di Vargu                   | Mike Mignola                      | Duncan Fegredo                               | Dave Stewart     | Duncan Fegredo          | Hellboy & B.P.R.D. 6 (Magic Press) | Ottobre 2020   |
| Giugno 2019    | The Secret God of the Roma                      | Il dio segreto dei Rom               | Mike Mignola                      | Duncan Fegredo                               | Dave Stewart     | Duncan Fegredo          | Hellboy & B.P.R.D. 6 (Magic Press) | Ottobre 2020   |
| Agosto 2019    | Saturn Returns                                  | n/a                                  | Mike Mignola e Scott Allie        | Christopher Mitten                           | Brennan Wagner   | Christopher Mitten      | Hellboy & B.P.R.D. 6 (Magic Press) | Ottobre 2020   |
| Settembre 2019 | Saturn Returns                                  | n/a                                  | Mike Mignola e Scott Allie        | Christopher Mitten                           | Brennan Wagner   | Christopher Mitten      | Hellboy & B.P.R.D. 6 (Magic Press) | Ottobre 2020   |
| Ottobre 2019   | Saturn Returns                                  | n/a                                  | Mike Mignola e Scott Allie        | Christopher Mitten                           | Brennan Wagner   | Christopher Mitten      | Hellboy & B.P.R.D. 6 (Magic Press) | Ottobre 2020   |
| Ottobre 2019   | Long Night at Goloski Station                   | Lunga notte alla stazione di Goloski | Mike Mignola                      | Matt Smith                                   | Dave Stewart     | Mike Mignola            | Hellboy & B.P.R.D. 7 (Magic Press) | Dicembre 2022  |
| Febbraio 2020  | The Return of Effie Kolb                        | n/a                                  | Mike Mignola                      | Zach Howard                                  | Dave Stewart     | Zach Howard             | Hellboy & B.P.R.D. 7 (Magic Press) | Dicembre 2022  |
| Ottobre 2020   | The Return of Effie Kolb                        | n/a                                  | Mike Mignola                      | Zach Howard                                  | Dave Stewart     | Zach Howard             | Hellboy & B.P.R.D. 7 (Magic Press) | Dicembre 2022  |
| Novembre 2020  | The Seven Wives Club                            | Il club delle sette mogli            | Mike Mignola                      | Adam Hughes                                  | Adam Hughes      | Adam Hughes             | Hellboy & B.P.R.D. 7 (Magic Press) | Dicembre 2022  |
| Dicembre 2020  | Her Fatal Hour and The Sending                  | L'ora fatale                         | Mike Mignola                      | Tiernen Trevallion                           | Dave Stewart     | Tiernen Trevallion      | Hellboy & B.P.R.D. 7 (Magic Press) | Dicembre 2022  |
| Dicembre 2020  | Her Fatal Hour and The Sending                  | L'inviato                            | Mike Mignola                      | Tiernen Trevallion                           | Dave Stewart     | Tiernen Trevallion      | Hellboy & B.P.R.D. 7 (Magic Press) | Dicembre 2022  |
| Luglio 2021    | The Secret of Chesbro House                     | n/a                                  | Mike Mignola e Christopher Golden | Shawn McManus                                | Dave Stewart     | Shawn McManus           | Inedito                            | n/a            |
| Agosto 2021    | The Secret of Chesbro House                     | n/a                                  | Mike Mignola e Christopher Golden | Shawn McManus                                | Dave Stewart     | Shawn McManus           | Inedito                            | n/a            |
| Settembre 2021 | 1957: Family Ties                               | n/a                                  | Mike Mignola e Chris Roberson     | Laurence Campbell                            | Dave Stewart     | Laurence Campbell       | Inedito                            | n/a            |
| Febbraio 2022  | 1957: Forgotten Lives                           | n/a                                  | Mike Mignola e Chris Roberson     | Stephen Green                                | Dave Stewart     | Laurence Campbell       | Inedito                            | n/a            |
| Maggio 2022    | Night of the Cyclops                            | n/a                                  | Mike Mignola                      | Olivier Vatine                               | Olivier Vatine   | Olivier Vatine          | Inedito                            | n/a            |
| Giugno 2022    | Old Man Whittier                                | n/a                                  | Mike Mignola                      | Gabriel Hernandez Walta                      | Dave Stewart     | Gabriel Hernandez Walta | Inedito                            | n/a            |
| Luglio 2022    | Time Is a River                                 | n/a                                  | Mike Mignola                      | Mark Laszlo                                  | Dave Stewart     | Mark Laszlo             | Inedito                            | n/a            |
| Agosto 2022    | 1957: Falling Sky                               | n/a                                  | Mike Mignola e Chris Roberson     | Shawn C. Martinbrough                        | Dave Stewart     | Laurence Campbell       | Inedito                            | n/a            |
| Giugno 2023    | 1957: Fearful Symmetry                          | n/a                                  | Mike Mignola e Chris Roberson     | Alison Sampson                               | Dave Stewart     | Laurence Campbell       | Inedito                            | n/a            |
| Agosto 2023    | 1957: From Below                                | n/a                                  | Mike Mignola e Chris Roberson     | Mike Norton                                  | Dave Stewart     | Laurence Campbell       | Inedito                            | n/a            |
| Agosto 2025    | Professor Harvey is Gone                        | n/a                                  | Mike Mignola                      | Giuseppe Manunta                             | Giuseppe Manunta | Giuseppe Manunta        | Inedito                            | n/a            |

#### Frankenstein
Miniserie incentrate sul mostro di Frankenstein.
| Data           | Titolo                                       | Titolo italiano               | Sceneggiatura                                    | Disegni        | Colori          | Copertina      | Edizione italiana                                             | Data italiana |
| -------------- | -------------------------------------------- | ----------------------------- | ------------------------------------------------ | -------------- | --------------- | -------------- | ------------------------------------------------------------- | ------------- |
| Marzo 2015     | Frankenstein: Underground                    | Frankenstein: Underground     | Mike Mignola                                     | Ben Stenbeck   | Dave Stewart    | Mike Mignola   | Hellboy presenta: Frankenstein Underground (Magic Press)      | Dicembre 2016 |
| Aprile 2015    | Frankenstein: Underground                    | Frankenstein: Underground     | Mike Mignola                                     | Ben Stenbeck   | Dave Stewart    | Mike Mignola   | Hellboy presenta: Frankenstein Underground (Magic Press)      | Dicembre 2016 |
| Maggio 2015    | Frankenstein: Underground                    | Frankenstein: Underground     | Mike Mignola                                     | Ben Stenbeck   | Dave Stewart    | Mike Mignola   | Hellboy presenta: Frankenstein Underground (Magic Press)      | Dicembre 2016 |
| Giugno 2015    | Frankenstein: Underground                    | Frankenstein: Underground     | Mike Mignola                                     | Ben Stenbeck   | Dave Stewart    | Mike Mignola   | Hellboy presenta: Frankenstein Underground (Magic Press)      | Dicembre 2016 |
| Luglio 2015    | Frankenstein: Underground                    | Frankenstein: Underground     | Mike Mignola                                     | Ben Stenbeck   | Dave Stewart    | Mike Mignola   | Hellboy presenta: Frankenstein Underground (Magic Press)      | Dicembre 2016 |
| Agosto 2022    | Frankenstein: New World                      | Frankenstein - Un mondo nuovo | Mike Mignola, Christopher Golden e Tom Sniegoski | Peter Bergting | Michelle Madsen | Peter Bergting | Hellboy presenta: Frankenstein - Un mondo nuovo (Magic Press) | Luglio 2023   |
| Settembre 2022 | Frankenstein: New World                      | Frankenstein - Un mondo nuovo | Mike Mignola, Christopher Golden e Tom Sniegoski | Peter Bergting | Michelle Madsen | Peter Bergting | Hellboy presenta: Frankenstein - Un mondo nuovo (Magic Press) | Luglio 2023   |
| Novembre 2022  | Frankenstein: New World                      | Frankenstein - Un mondo nuovo | Mike Mignola, Christopher Golden e Tom Sniegoski | Peter Bergting | Michelle Madsen | Peter Bergting | Hellboy presenta: Frankenstein - Un mondo nuovo (Magic Press) | Luglio 2023   |
| Dicembre 2022  | Frankenstein: New World                      | Frankenstein - Un mondo nuovo | Mike Mignola, Christopher Golden e Tom Sniegoski | Peter Bergting | Michelle Madsen | Peter Bergting | Hellboy presenta: Frankenstein - Un mondo nuovo (Magic Press) | Luglio 2023   |
| Febbraio 2025  | Frankenstein: New World – The Sea of Forever | n/a                           | Mike Mignola, Christopher Golden e Tom Sniegoski | Peter Bergting | Michelle Madsen | Peter Bergting | Inedito                                                       | n/a           |
| Marzo 2025     | Frankenstein: New World – The Sea of Forever | n/a                           | Mike Mignola, Christopher Golden e Tom Sniegoski | Peter Bergting | Michelle Madsen | Peter Bergting | Inedito                                                       | n/a           |
| Aprile 2025    | Frankenstein: New World – The Sea of Forever | n/a                           | Mike Mignola, Christopher Golden e Tom Sniegoski | Peter Bergting | Michelle Madsen | Peter Bergting | Inedito                                                       | n/a           |
| Giugno 2025    | Frankenstein: New World – The Sea of Forever | n/a                           | Mike Mignola, Christopher Golden e Tom Sniegoski | Peter Bergting | Michelle Madsen | Peter Bergting | Inedito                                                       | n/a           |

#### Koshchei
Miniserie incentrate sull'immortale guerriero russo Koshchei.
| Data          | Titolo                 | Titolo italiano      | Sceneggiatura | Disegni      | Colori       | Copertina    | Edizione italiana                                    | Data italiana  |
| ------------- | ---------------------- | -------------------- | ------------- | ------------ | ------------ | ------------ | ---------------------------------------------------- | -------------- |
| Gennaio 2018  | Koshchei the Deathless | Koshchei l'Immortale | Mike Mignola  | Ben Stenbeck | Dave Stewart | Mike Mignola | Hellboy presenta: Koshchei l'immortale (Magic Press) | Maggio 2019    |
| Febbraio 2018 | Koshchei the Deathless | Koshchei l'Immortale | Mike Mignola  | Ben Stenbeck | Dave Stewart | Mike Mignola | Hellboy presenta: Koshchei l'immortale (Magic Press) | Maggio 2019    |
| Marzo 2018    | Koshchei the Deathless | Koshchei l'Immortale | Mike Mignola  | Ben Stenbeck | Dave Stewart | Mike Mignola | Hellboy presenta: Koshchei l'immortale (Magic Press) | Maggio 2019    |
| Aprile 2018   | Koshchei the Deathless | Koshchei l'Immortale | Mike Mignola  | Ben Stenbeck | Dave Stewart | Mike Mignola | Hellboy presenta: Koshchei l'immortale (Magic Press) | Maggio 2019    |
| Maggio 2018   | Koshchei the Deathless | Koshchei l'Immortale | Mike Mignola  | Ben Stenbeck | Dave Stewart | Mike Mignola | Hellboy presenta: Koshchei l'immortale (Magic Press) | Maggio 2019    |
| Giugno 2018   | Koshchei the Deathless | Koshchei l'Immortale | Mike Mignola  | Ben Stenbeck | Dave Stewart | Mike Mignola | Hellboy presenta: Koshchei l'immortale (Magic Press) | Maggio 2019    |
| Novembre 2022 | Koshchei in Hell       | Koshchei all’Inferno | Mike Mignola  | Ben Stenbeck | Dave Stewart | Ben Stenbeck | Hellboy presenta: Koshchei all’Inferno (Magic Press) | Settembre 2023 |
| Febbraio 2023 | Koshchei in Hell       | Koshchei all’Inferno | Mike Mignola  | Ben Stenbeck | Dave Stewart | Ben Stenbeck | Hellboy presenta: Koshchei all’Inferno (Magic Press) | Settembre 2023 |
| Marzo 2023    | Koshchei in Hell       | Koshchei all’Inferno | Mike Mignola  | Ben Stenbeck | Dave Stewart | Ben Stenbeck | Hellboy presenta: Koshchei all’Inferno (Magic Press) | Settembre 2023 |
| Aprile 2023   | Koshchei in Hell       | Koshchei all’Inferno | Mike Mignola  | Ben Stenbeck | Dave Stewart | Ben Stenbeck | Hellboy presenta: Koshchei all’Inferno (Magic Press) | Settembre 2023 |

#### Young Hellboy
Miniserie incentrate sulle avventure di Hellboy da adolescente.
| Data           | Titolo                  | Titolo italiano   | Sceneggiatura                | Disegni        | Colori           | Copertina  | Edizione italiana                              | Data italiana |
| -------------- | ----------------------- | ----------------- | ---------------------------- | -------------- | ---------------- | ---------- | ---------------------------------------------- | ------------- |
| Febbraio 2021  | The Hidden Land         | La Terra nascosta | Mike Mignola e Tom Sniegoski | Craig Rousseau | Dave Stewart     | Matt Smith | Young Hellboy: La Terra nascosta (Magic Press) | Ottobre 2021  |
| Marzo 2021     | The Hidden Land         | La Terra nascosta | Mike Mignola e Tom Sniegoski | Craig Rousseau | Dave Stewart     | Matt Smith | Young Hellboy: La Terra nascosta (Magic Press) | Ottobre 2021  |
| Aprile 2021    | The Hidden Land         | La Terra nascosta | Mike Mignola e Tom Sniegoski | Craig Rousseau | Dave Stewart     | Matt Smith | Young Hellboy: La Terra nascosta (Magic Press) | Ottobre 2021  |
| Giugno 2021    | The Hidden Land         | La Terra nascosta | Mike Mignola e Tom Sniegoski | Craig Rousseau | Dave Stewart     | Matt Smith | Young Hellboy: La Terra nascosta (Magic Press) | Ottobre 2021  |
| Luglio 2022    | Assault On Castle Death | n/a               | Mike Mignola e Tom Sniegoski | Craig Rousseau | Chris O'Halloran | Matt Smith | Inedito                                        | n/a           |
| Settembre 2022 | Assault On Castle Death | n/a               | Mike Mignola e Tom Sniegoski | Craig Rousseau | Chris O'Halloran | Matt Smith | Inedito                                        | n/a           |
| Novembre 2022  | Assault On Castle Death | n/a               | Mike Mignola e Tom Sniegoski | Craig Rousseau | Chris O'Halloran | Matt Smith | Inedito                                        | n/a           |
| Febbraio 2023  | Assault On Castle Death | n/a               | Mike Mignola e Tom Sniegoski | Craig Rousseau | Chris O'Halloran | Matt Smith | Inedito                                        | n/a           |

#### Altro
Miniserie incentrate su numerosi personaggi dell'universo narrativo di Hellboy.
| Data           | Titolo                                            | Titolo italiano                                            | Sceneggiatura                 | Disegni             | Colori           | Copertina           | Prima edizione italiana                                         | Data italiana  |
| -------------- | ------------------------------------------------- | ---------------------------------------------------------- | ----------------------------- | ------------------- | ---------------- | ------------------- | --------------------------------------------------------------- | -------------- |
| Marzo 2013     | Sledgehammer 44                                   | Sledgehammer 44                                            | Mike Mignola e John Arcudi    | Jason Latour        | Dave Stewart     | Mike Mignola        | Hellboy presenta: Sledgehammer 44 (Magic Press)                 | Settembre 2018 |
| Aprile 2013    | Sledgehammer 44                                   | Sledgehammer 44                                            | Mike Mignola e John Arcudi    | Jason Latour        | Dave Stewart     | Mike Mignola        | Hellboy presenta: Sledgehammer 44 (Magic Press)                 | Settembre 2018 |
| Novembre 2013  | Sledgehammer 44: Lightning War                    | Guerra lampo                                               | Mike Mignola e John Arcudi    | Laurence Campbell   | Dave Stewart     | Mike Mignola        | Hellboy presenta: Sledgehammer 44 (Magic Press)                 | Settembre 2018 |
| Dicembre 2013  | Sledgehammer 44: Lightning War                    | Guerra lampo                                               | Mike Mignola e John Arcudi    | Laurence Campbell   | Dave Stewart     | Mike Mignola        | Hellboy presenta: Sledgehammer 44 (Magic Press)                 | Settembre 2018 |
| Gennaio 2014   | Sledgehammer 44: Lightning War                    | Guerra lampo                                               | Mike Mignola e John Arcudi    | Laurence Campbell   | Dave Stewart     | Mike Mignola        | Hellboy presenta: Sledgehammer 44 (Magic Press)                 | Settembre 2018 |
| Settembre 2016 | Rise of the Black Flame                           | La nascita di fiamma nera                                  | Mike Mignola e Chris Roberson | Christopher Mitten  | Dave Stewart     | Laurence Campbell   | Hellboy presenta: La nascita di Fiamma Nera (Magic Press)       | Marzo 2018     |
| Ottobre 2016   | Rise of the Black Flame                           | La nascita di fiamma nera                                  | Mike Mignola e Chris Roberson | Christopher Mitten  | Dave Stewart     | Laurence Campbell   | Hellboy presenta: La nascita di Fiamma Nera (Magic Press)       | Marzo 2018     |
| Novembre 2016  | Rise of the Black Flame                           | La nascita di fiamma nera                                  | Mike Mignola e Chris Roberson | Christopher Mitten  | Dave Stewart     | Laurence Campbell   | Hellboy presenta: La nascita di Fiamma Nera (Magic Press)       | Marzo 2018     |
| Dicembre 2016  | Rise of the Black Flame                           | La nascita di fiamma nera                                  | Mike Mignola e Chris Roberson | Christopher Mitten  | Dave Stewart     | Laurence Campbell   | Hellboy presenta: La nascita di Fiamma Nera (Magic Press)       | Marzo 2018     |
| Gennaio 2017   | Rise of the Black Flame                           | La nascita di fiamma nera                                  | Mike Mignola e Chris Roberson | Christopher Mitten  | Dave Stewart     | Laurence Campbell   | Hellboy presenta: La nascita di Fiamma Nera (Magic Press)       | Marzo 2018     |
| Febbraio 2017  | The Visitor: How and Why He Stayed                | Il visitatore: come e perché è rimasto                     | Mike Mignola e Chris Roberson | Paul Grist          | Bill Crabtree    | Paul Grist          | Hellboy presenta: Il Visitatore (Magic Press)                   | Agosto 2019    |
| Marzo 2017     | The Visitor: How and Why He Stayed                | Il visitatore: come e perché è rimasto                     | Mike Mignola e Chris Roberson | Paul Grist          | Bill Crabtree    | Paul Grist          | Hellboy presenta: Il Visitatore (Magic Press)                   | Agosto 2019    |
| Aprile 2017    | The Visitor: How and Why He Stayed                | Il visitatore: come e perché è rimasto                     | Mike Mignola e Chris Roberson | Paul Grist          | Bill Crabtree    | Paul Grist          | Hellboy presenta: Il Visitatore (Magic Press)                   | Agosto 2019    |
| Maggio 2017    | The Visitor: How and Why He Stayed                | Il visitatore: come e perché è rimasto                     | Mike Mignola e Chris Roberson | Paul Grist          | Bill Crabtree    | Paul Grist          | Hellboy presenta: Il Visitatore (Magic Press)                   | Agosto 2019    |
| Luglio 2017    | The Visitor: How and Why He Stayed                | Il visitatore: come e perché è rimasto                     | Mike Mignola e Chris Roberson | Paul Grist          | Bill Crabtree    | Paul Grist          | Hellboy presenta: Il Visitatore (Magic Press)                   | Agosto 2019    |
| Novembre 2017  | Rasputin: Voice of the dragon                     | Rasputin: La voce del drago                                | Mike Mignola e Chris Roberson | Christopher Mitten  | Dave Stewart     | Mike Huddleston     | Hellboy presenta: Rasputin (Magic Press)                        | Gennaio 2019   |
| Dicembre 2017  | Rasputin: Voice of the dragon                     | Rasputin: La voce del drago                                | Mike Mignola e Chris Roberson | Christopher Mitten  | Dave Stewart     | Mike Huddleston     | Hellboy presenta: Rasputin (Magic Press)                        | Gennaio 2019   |
| Dicembre 2017  | Rasputin: Voice of the dragon                     | Rasputin: La voce del drago                                | Mike Mignola e Chris Roberson | Christopher Mitten  | Dave Stewart     | Mike Huddleston     | Hellboy presenta: Rasputin (Magic Press)                        | Gennaio 2019   |
| Febbraio 2018  | Rasputin: Voice of the dragon                     | Rasputin: La voce del drago                                | Mike Mignola e Chris Roberson | Christopher Mitten  | Dave Stewart     | Mike Huddleston     | Hellboy presenta: Rasputin (Magic Press)                        | Gennaio 2019   |
| Marzo 2018     | Rasputin: Voice of the dragon                     | Rasputin: La voce del drago                                | Mike Mignola e Chris Roberson | Christopher Mitten  | Dave Stewart     | Mike Huddleston     | Hellboy presenta: Rasputin (Magic Press)                        | Gennaio 2019   |
| Novembre 2018  | Crimson Lotus                                     | Il Loto Cremisi                                            | John Arcudi                   | Mindy Lee           | Michelle Madsen  | Tonci Zonjic        | Hellboy presenta: Il Loto Cremisi (Magic Press)                 | Gennaio 2020   |
| Dicembre 2018  | Crimson Lotus                                     | Il Loto Cremisi                                            | John Arcudi                   | Mindy Lee           | Michelle Madsen  | Tonci Zonjic        | Hellboy presenta: Il Loto Cremisi (Magic Press)                 | Gennaio 2020   |
| Gennaio 2019   | Crimson Lotus                                     | Il Loto Cremisi                                            | John Arcudi                   | Mindy Lee           | Michelle Madsen  | Tonci Zonjic        | Hellboy presenta: Il Loto Cremisi (Magic Press)                 | Gennaio 2020   |
| Febbraio 2019  | Crimson Lotus                                     | Il Loto Cremisi                                            | John Arcudi                   | Mindy Lee           | Michelle Madsen  | Tonci Zonjic        | Hellboy presenta: Il Loto Cremisi (Magic Press)                 | Gennaio 2020   |
| Marzo 2019     | Crimson Lotus                                     | Il Loto Cremisi                                            | John Arcudi                   | Mindy Lee           | Michelle Madsen  | Tonci Zonjic        | Hellboy presenta: Il Loto Cremisi (Magic Press)                 | Gennaio 2020   |
| Maggio 2021    | The House of Lost Horizons: a Sarah Jewel mystery | La casa degli orizzonti perduti: un mistero di Sarah Jewel | Chris Roberson                | Leila Del Duca      | Michelle Madsen  | Christopher Mitten  | Hellboy presenta: La casa degli orizzonti perduti (Magic Press) | Luglio 2022    |
| Giugno 2021    | The House of Lost Horizons: a Sarah Jewel mystery | La casa degli orizzonti perduti: un mistero di Sarah Jewel | Chris Roberson                | Leila Del Duca      | Michelle Madsen  | Christopher Mitten  | Hellboy presenta: La casa degli orizzonti perduti (Magic Press) | Luglio 2022    |
| Luglio 2021    | The House of Lost Horizons: a Sarah Jewel mystery | La casa degli orizzonti perduti: un mistero di Sarah Jewel | Chris Roberson                | Leila Del Duca      | Michelle Madsen  | Christopher Mitten  | Hellboy presenta: La casa degli orizzonti perduti (Magic Press) | Luglio 2022    |
| Agosto 2021    | The House of Lost Horizons: a Sarah Jewel mystery | La casa degli orizzonti perduti: un mistero di Sarah Jewel | Chris Roberson                | Leila Del Duca      | Michelle Madsen  | Christopher Mitten  | Hellboy presenta: La casa degli orizzonti perduti (Magic Press) | Luglio 2022    |
| Settembre 2021 | The House of Lost Horizons: a Sarah Jewel mystery | La casa degli orizzonti perduti: un mistero di Sarah Jewel | Chris Roberson                | Leila Del Duca      | Michelle Madsen  | Christopher Mitten  | Hellboy presenta: La casa degli orizzonti perduti (Magic Press) | Luglio 2022    |
| Gennaio 2022   | The Sword of Hyperborea                           | n/a                                                        | Mike Mignola e Rob Williams   | Laurence Campbell   | Quinton Winter   | Laurence Campbell   | Inedito                                                         | n/a            |
| Febbraio 2022  | The Sword of Hyperborea                           | n/a                                                        | Mike Mignola e Rob Williams   | Laurence Campbell   | Quinton Winter   | Laurence Campbell   | Inedito                                                         | n/a            |
| Marzo 2022     | The Sword of Hyperborea                           | n/a                                                        | Mike Mignola e Rob Williams   | Laurence Campbell   | Quinton Winter   | Laurence Campbell   | Inedito                                                         | n/a            |
| Aprile 2022    | The Sword of Hyperborea                           | n/a                                                        | Mike Mignola e Rob Williams   | Laurence Campbell   | Quinton Winter   | Laurence Campbell   | Inedito                                                         | n/a            |
| Aprile 2022    | The British Paranormal Society: Time Out of Mind  | n/a                                                        | Mike Mignola e Chris Roberson | Andrea Mutti        | Quinton Winter   | Sebástian Fiumara   | Inedito                                                         | n/a            |
| Maggio 2022    | The British Paranormal Society: Time Out of Mind  | n/a                                                        | Mike Mignola e Chris Roberson | Andrea Mutti        | Lee Loughridge   | Sebástian Fiumara   | Inedito                                                         | n/a            |
| Giugno 2022    | The British Paranormal Society: Time Out of Mind  | n/a                                                        | Mike Mignola e Chris Roberson | Andrea Mutti        | Lee Loughridge   | Sebástian Fiumara   | Inedito                                                         | n/a            |
| Luglio 2022    | The British Paranormal Society: Time Out of Mind  | n/a                                                        | Mike Mignola e Chris Roberson | Andrea Mutti        | Lee Loughridge   | Sebástian Fiumara   | Inedito                                                         | n/a            |
| Settembre 2022 | Castle Full of Blackbirds                         | n/a                                                        | Mike Mignola e Angela Slatter | Valeria Burzo       | Michelle Madsen  | Wylie Beckert       | Inedito                                                         | n/a            |
| Ottobre 2022   | Castle Full of Blackbirds                         | n/a                                                        | Mike Mignola e Angela Slatter | Valeria Burzo       | Michelle Madsen  | Wylie Beckert       | Inedito                                                         | n/a            |
| Novembre 202   | Castle Full of Blackbirds                         | n/a                                                        | Mike Mignola e Angela Slatter | Valeria Burzo       | Michelle Madsen  | Wylie Beckert       | Inedito                                                         | n/a            |
| Dicembre 2022  | Castle Full of Blackbirds                         | n/a                                                        | Mike Mignola e Angela Slatter | Valeria Burzo       | Michelle Madsen  | Wylie Beckert       | Inedito                                                         | n/a            |
| Maggio 2023    | Miss Truesdale and the Fall of Hyperborea         | n/a                                                        | Mike Mignola                  | Jesse Lonergan      | Jesse Lonergan   | Mike Mignola        | Inedito                                                         | n/a            |
| Giugno 2023    | Miss Truesdale and the Fall of Hyperborea         | n/a                                                        | Mike Mignola                  | Jesse Lonergan      | Jesse Lonergan   | Mike Mignola        | Inedito                                                         | n/a            |
| Luglio 2023    | Miss Truesdale and the Fall of Hyperborea         | n/a                                                        | Mike Mignola                  | Jesse Lonergan      | Jesse Lonergan   | Mike Mignola        | Inedito                                                         | n/a            |
| Agosto 2023    | Miss Truesdale and the Fall of Hyperborea         | n/a                                                        | Mike Mignola                  | Jesse Lonergan      | Jesse Lonergan   | Mike Mignola        | Inedito                                                         | n/a            |
| Luglio 2023    | Panya: The Mummy's Curse                          | n/a                                                        | Mike Mignola e Chris Roberson | Christopher Mitten  | Michelle Madsen  | Christopher Mitten  | Inedito                                                         | n/a            |
| Agosto 2023    | Panya: The Mummy's Curse                          | n/a                                                        | Mike Mignola e Chris Roberson | Christopher Mitten  | Michelle Madsen  | Christopher Mitten  | Inedito                                                         | n/a            |
| Settembre 2023 | Panya: The Mummy's Curse                          | n/a                                                        | Mike Mignola e Chris Roberson | Christopher Mitten  | Michelle Madsen  | Christopher Mitten  | Inedito                                                         | n/a            |
| Ottobre 2023   | Panya: The Mummy's Curse                          | n/a                                                        | Mike Mignola e Chris Roberson | Christopher Mitten  | Michelle Madsen  | Christopher Mitten  | Inedito                                                         | n/a            |
| Ottobre 2023   | Giant Robot Hellboy                               | n/a                                                        | Mike Mignola                  | Duncan Fegredo      | Dave Stewart     | Mike Mignola        | Inedito                                                         | n/a            |
| Novembre 2023  | Giant Robot Hellboy                               | n/a                                                        | Mike Mignola                  | Duncan Fegredo      | Dave Stewart     | Mike Mignola        | Inedito                                                         | n/a            |
| Gennaio 2024   | Giant Robot Hellboy                               | n/a                                                        | Mike Mignola                  | Duncan Fegredo      | Dave Stewart     | Mike Mignola        | Inedito                                                         | n/a            |
| Gennaio 2025   | Shadow of the Golden Crane                        | n/a                                                        | Chris Roberson                | Michael Avon Oeming | Chris O'Halloran | Michael Avon Oeming | Inedito                                                         | n/a            |
| Marzo 2025     | Shadow of the Golden Crane                        | n/a                                                        | Chris Roberson                | Michael Avon Oeming | Chris O'Halloran | Michael Avon Oeming | Inedito                                                         | n/a            |
| Aprile 2025    | Shadow of the Golden Crane                        | n/a                                                        | Chris Roberson                | Michael Avon Oeming | Chris O'Halloran | Michael Avon Oeming | Inedito                                                         | n/a            |
| Giugno 2025    | Shadow of the Golden Crane                        | n/a                                                        | Chris Roberson                | Michael Avon Oeming | Chris O'Halloran | Michael Avon Oeming | Inedito                                                         | n/a            |
| Ottobre 2025   | Captain Henry and the Graveyard of Time           | n/a                                                        | Mike Mignola e Bruce Zick     | Bruce Zick          | n/a              | Bruce Zick          | Inedito                                                         | n/a            |
| Dicembre 2025  | Giant Robot Hellboy Returns                       | n/a                                                        | Mike Mignola                  | Duncan Fegredo      | Dave Stewart     | Duncan Fegredo      | Inedito                                                         | n/a            |
| n/a            | Giant Robot Hellboy Returns                       | n/a                                                        | Mike Mignola                  | Duncan Fegredo      | Dave Stewart     | Duncan Fegredo      | Inedito                                                         | n/a            |

#### Non canonici
Team-up
| Data           | Titolo                                | Titolo                                | Titolo                                | Titolo italiano               | Sceneggiatura                                 | Disegni                       | Colori                                                                                                   | Copertina                             | Prima edizione italiana               | Data italiana |
| -------------- | ------------------------------------- | ------------------------------------- | ------------------------------------- | ----------------------------- | --------------------------------------------- | ----------------------------- | --- | ------------------------------------- | ------------------------------------- | ------------- |
| Dicembre 1993  | Next Men 21                           | Faith - Part 3                        | Faith - Part 3                        | n/a                           | John Byrne                                    | John Byrne e Mike Mignola     | Matt Webb                                                                                                | Mike Mignola                          | Next Men 3 (001 Edizioni)             | Gennaio 2013  |
| Maggio 1996    | Ghost/Hellboy Special                 | Ghost/Hellboy Special                 | Ghost/Hellboy Special                 | n/a                           | Mike Mignola                                  | Mike Mignola e Scott Benefiel | Pamela Rambo                                                                                             | Mike Mignola                          | Ghost & Hellboy (Phoenix)             | Gennaio 1998  |
| Giugno 1996    | Ghost/Hellboy Special                 | Ghost/Hellboy Special                 | Ghost/Hellboy Special                 | n/a                           | Mike Mignola                                  | Mike Mignola e Scott Benefiel | Pamela Rambo                                                                                             | Mike Mignola                          | Ghost & Hellboy (Phoenix)             | Gennaio 1998  |
| Dicembre 1996  | Savage Dragon 34 (vol. 2)             | Savage Dragon / Hellboy               | Savage Dragon / Hellboy               | n/a                           | Erik Larsen con la consulenza di Mike Mignola | Erik Larsen                   | Reuben Rude, Lea Rude, William Zindel, Abel Mounton, John Zaia e José Arenas (gruppo I.H.O.C.)           | Erik Larsen                           | Savage Dragon 4 (Lexy)                | Ottobre 2002  |
| Febbraio 1997  | Savage Dragon 35 (vol. 2)             | Savage Dragon / Hellboy               | Savage Dragon / Hellboy               | n/a                           | Erik Larsen con la consulenza di Mike Mignola | Erik Larsen                   | Reuben Rude, Lea Rude, William Zindel, Abel Mounton, John Zaia e José Arenas (gruppo I.H.O.C.)           | Erik Larsen                           | Savage Dragon 5 (Lexy)                | Marzo 2003    |
| Agosto 1998    | Painkiller Jane/Hellboy               | Painkiller Jane/Hellboy               | Ancient Laughter                      | n/a                           | Brian Augustyn                                | Rick Leonardi                 | Joe Quesada                                                                                              | Joe Quesada                           | Mega Cult 4 (Panini Comics)           | Dicembre 2000 |
| Gennaio 1999   | Batman/Hellboy/Starman                | Batman/Hellboy/Starman                | Gotham Grey Evil                      | Il grigio male di Gotham      | James Robinson                                | Mike Mignola                  | Matt Hollingsworth                                                                                       | Mike Mignola                          | Batman/Hellboy/Starman (Play Press)   | Luglio 2000   |
| Febbraio 1999  | Batman/Hellboy/Starman                | Batman/Hellboy/Starman                | Jungle Green Horror                   | Il verde orrore della giungla | James Robinson                                | Mike Mignola                  | Matt Hollingsworth                                                                                       | Mike Mignola                          | Batman/Hellboy/Starman (Play Press)   | Luglio 2000   |
| Giugno 2004    | The Goon 7 (vol.2)                    | The Goon 7 (vol.2)                    | n/a                                   | n/a                           | Eric Powell e Mike Mignola                    | Eric Powell e Mike Mignola    | Robin Powell, Barry Gregory, Ben Cocke (per la parte di Powell) e Dave Stewart (per la parte di Mignola) | Mike Mignola (colori di Dave Stewart) | 100% Panini Comics 84 (Panini Comics) | Marzo 2012    |
| Ottobre 2010   | Hellboy / Beasts of Burden: Sacrifice | Hellboy / Beasts of Burden: Sacrifice | Hellboy / Beasts of Burden: Sacrifice | n/a                           | Evan Dorkin e Mike Mignola                    | Jill Thompson                 | Jill Thompson                                                                                            | Jill Thompson                         | Inedito                               | n/a           |
| Aprile 2015    | Sabrina Meets Hellboy                 | Sabrina Meets Hellboy                 | Sabrina Meets Hellboy                 | n/a                           | Alex de Campi                                 | Robert Hack                   | Robert Hack                                                                                              | n/a                                   | Inedito                               | n/a           |
| Settembre 2020 | Fearless Dawn Meets Hellboy           | Fearless Dawn Meets Hellboy           | Fearless Dawn Meets Hellboy           | n/a                           | Mike Mignola e Steve Mannion                  | Mike Mignola e Steve Mannion  | Dave Stewart                                                                                             | Steve Mannion                         | Inedito                               | n/a           |

Hellboy Junior
Nel volume che raccoglie tutte le storie di Hellboy Junior è stata aggiunta una storia inedita, Hellboy Jr. vs Hitler, scritta e disegnata da Bill Wray.
| Data          | Titolo                           | Titolo                       | Titolo italiano | Sceneggiatura            | Disegni                  | Colori       | Copertina    | Prima edizione italiana                        | Data italiana |
| ------------- | -------------------------------- | ---------------------------- | --------------- | ------------------------ | ------------------------ | ------------ | ------------ | ---------------------------------------------- | ------------- |
| Ottobre 1997  | Hellboy Junior Halloween Special | Maggots, Maggots, Everywhere | n/a             | Bill Wray                | Bill Wray                | n/a          | Bill Wray    | Hellboy presenta: Hellboy Junior (Magic Press) | Giugno 2006   |
| Ottobre 1997  | Hellboy Junior Halloween Special | Wheezy the Sick Little Witch | n/a             | Bill Wray                | Stephen DeStefano        | Bill Wray    | Bill Wray    | Hellboy presenta: Hellboy Junior (Magic Press) | Giugno 2006   |
| Ottobre 1997  | Hellboy Junior Halloween Special | The Ginger-Beef Boy          | n/a             | Bill Wray                | Hilary Barta             | Bill Wray    | Bill Wray    | Hellboy presenta: Hellboy Junior (Magic Press) | Giugno 2006   |
| Ottobre 1997  | Hellboy Junior Halloween Special | The Creation of Hellboy Jr.  | n/a             | Bill Wray e Mike Mignola | Bill Wray e Mike Mignola | n/a          | Bill Wray    | Hellboy presenta: Hellboy Junior (Magic Press) | Giugno 2006   |
| Ottobre 1997  | Hellboy Junior Halloween Special | Somnambo the Sleeping Giant  | n/a             | Bill Wray                | Dave Cooper              | n/a          | Bill Wray    | Hellboy presenta: Hellboy Junior (Magic Press) | Giugno 2006   |
| Ottobre 1997  | Hellboy Junior Halloween Special | The Devil Don't Smoke        | n/a             | Bill Wray e Mike Mignola | Mike Mignola             | n/a          | Bill Wray    | Hellboy presenta: Hellboy Junior (Magic Press) | Giugno 2006   |
| Ottobre 1999  | Hellboy Junior                   | Magical Mushroom Trip        | n/a             | Bill Wray                | Dave Cooper              | n/a          | Bill Wray    | Hellboy presenta: Hellboy Junior (Magic Press) | Giugno 2006   |
| Ottobre 1999  | Hellboy Junior                   | The Wolvertons               | n/a             | Bill Wray                | Pat McEown               | n/a          | Bill Wray    | Hellboy presenta: Hellboy Junior (Magic Press) | Giugno 2006   |
| Ottobre 1999  | Hellboy Junior                   | Squid of Man                 | n/a             | Bill Wray                | Mike Mignola             | n/a          | Bill Wray    | Hellboy presenta: Hellboy Junior (Magic Press) | Giugno 2006   |
| Novembre 1999 | Hellboy Junior                   | The House of Candy Pain      | n/a             | Bill Wray                | Hilary Barta             | Dave Stewart | Hilary Barta | Hellboy presenta: Hellboy Junior (Magic Press) | Giugno 2006   |
| Novembre 1999 | Hellboy Junior                   | Sparky Bear                  | n/a             | Bill Wray                | Bill Wray                | n/a          | Hilary Barta | Hellboy presenta: Hellboy Junior (Magic Press) | Giugno 2006   |
| Novembre 1999 | Hellboy Junior                   | Huge Retarded Duck           | n/a             | Bill Wray                | Stephen DeStefano        | Bill Wray    | Hilary Barta | Hellboy presenta: Hellboy Junior (Magic Press) | Giugno 2006   |
| Novembre 1999 | Hellboy Junior                   | Hellboy, Jr. Gets a Car      | n/a             | Mike Mignola             | Mike Mignola             | Dave Stewart | Hilary Barta | Hellboy presenta: Hellboy Junior (Magic Press) | Giugno 2006   |

Hellboy Weird Tales
Essendo stato Mignola impegnato con la realizzazione del primo film di Hellboy di Guillermo del Toro, è stata lanciata una nuova miniserie antologica bimestrale realizzata da autori e artisti ospiti che hanno avuto la possibilità di mostrare una loro versione dei personaggi dell'universo narrativo di Hellboy.
| Nr. | Data          | Titolo                                                | Titolo italiano                       | Sceneggiatura                         | Disegni              | Colori                        | Copertina              | Edizione italiana                             | Data italiana |
| --- | ------------- | ----------------------------------------------------- | ------------------------------------- | ------------------------------------- | -------------------- | ----------------------------- | ---------------------- | --------------------------------------------- | ------------- |
| 1   | Febbraio 2003 | Big-Top Hellboy                                       | Freak dall'inferno                    | John Cassaday                         | John Cassaday        | Dan Jackson                   | John Cassaday          | Hellboy: Storie dell'Insolito 1 (Magic Press) | Giugno 2004   |
| 1   | Febbraio 2003 | Party Pooper                                          | Il guastafeste                        | Andi Watson                           | Andi Watson          | n/a                           | John Cassaday          | Hellboy: Storie dell'Insolito 1 (Magic Press) | Giugno 2004   |
| 1   | Febbraio 2003 | Children of the Black Mound                           | I figli della collina nera            | Fabian Nicieza                        | Stefano Raffaele     | Elena Sanjust                 | John Cassaday          | Hellboy: Storie dell'Insolito 1 (Magic Press) | Giugno 2004   |
| 1   | Febbraio 2003 | Doc Hollow's Grand Vibro-Destructo Machine, Episode 1 | n/a                                   | John Cassaday                         | John Cassaday        | Dave Stewart                  | John Cassaday          | Hellboy: Storie dell'Insolito 2 (Magic Press) | Maggio 2005   |
| 2   | Aprile 2003   | Flight Risk                                           | I rischi del volo                     | Joe Casey                             | Steve Parkhouse      | n/a                           | Jason Pearson          | Hellboy: Storie dell'Insolito 1 (Magic Press) | Giugno 2004   |
| 2   | Aprile 2003   | Hot                                                   | Calda                                 | Randy Stradley                        | Seung Kim            | n/a                           | Jason Pearson          | Hellboy: Storie dell'Insolito 1 (Magic Press) | Giugno 2004   |
| 2   | Aprile 2003   | Curse of the Haunted Doiley                           | La maledizione del centrino maledetto | Mark Ricketts                         | Eric Wight           | Michelle Madsen               | Jason Pearson          | Hellboy: Storie dell'Insolito 1 (Magic Press) | Giugno 2004   |
| 2   | Aprile 2003   | Midnight Cowboy                                       | Cowboy di mezzanotte                  | Eric Powell                           | Eric Powell          | n/a                           | Jason Pearson          | Hellboy: Storie dell'Insolito 1 (Magic Press) | Giugno 2004   |
| 2   | Aprile 2003   | Doc Hollow's Grand Vibro-Destructo Machine, Episode 2 | n/a                                   | John Cassaday                         | John Cassaday        | Dave Stewart                  | Jason Pearson          | Hellboy: Storie dell'Insolito 2 (Magic Press) | Maggio 2005   |
| 3   | Giugno 2003   | Still Born                                            | Appena nato                           | Matthew Hollingsworth e Alex Maleev   | Alex Maleev          | Matt Hollingsworth            | Alex Maleev            | Hellboy: Storie dell'Insolito 1 (Magic Press) | Giugno 2004   |
| 3   | Giugno 2003   | Downtime                                              | In pausa                              | Bob Fingerman                         | Bob Fingerman        |                               | Alex Maleev            | Hellboy: Storie dell'Insolito 1 (Magic Press) | Giugno 2004   |
| 3   | Giugno 2003   | Family Story                                          | Una storia in famiglia                | Sara Ryan                             | Steve Lieber         | Steve Lieber                  | Alex Maleev            | Hellboy: Storie dell'Insolito 1 (Magic Press) | Giugno 2004   |
| 3   | Giugno 2003   | Doc Hollow's Grand Vibro-Destructo Machine, Episode 3 | n/a                                   | John Cassaday                         | John Cassaday        | Dave Stewart                  | Alex Maleev            | Hellboy: Storie dell'Insolito 2 (Magic Press) | Maggio 2005   |
| 4   | Agosto 2003   | The Dread Within                                      | Il male dentro                        | Jason Pearson                         | Jason Pearson        | Dave Stewart                  | Leinil Francis Yu      | Hellboy: Storie dell'Insolito 1 (Magic Press) | Giugno 2004   |
| 4   | Agosto 2003   | Abe Sapien: Star of the BPRD                          | Abe Sapien stella del B.P.R.D.        | John Arcudi                           | Roger Langridge      | Roger Langridge               | Leinil Francis Yu      | Hellboy: Storie dell'Insolito 1 (Magic Press) | Giugno 2004   |
| 4   | Agosto 2003   | Haunted                                               | Infestata                             | Tom Sniegoski                         | Ovi Nedelcu          | Ovi Nedelcu e Michelle Madsen | Leinil Francis Yu      | Hellboy: Storie dell'Insolito 1 (Magic Press) | Giugno 2004   |
| 4   | Agosto 2003   | Doc Hollow's Grand Vibro-Destructo Machine, Episode 4 | n/a                                   | John Cassaday                         | John Cassaday        | Dave Stewart                  | Leinil Francis Yu      | Hellboy: Storie dell'Insolito 2 (Magic Press) | Maggio 2005   |
| 5   | Ottobre 2003  | Love is Scarier than Death                            | L'amore fa più paura della morte      | Haden W. Blackman e J.H. Williams III | J.H. Williams III    | n/a                           | J.H. Williams III      | Hellboy: Storie dell'Insolito 2 (Magic Press) | Maggio 2005   |
| 5   | Ottobre 2003  | Cool Your Head                                        | Metti la testa al fresco              | Scott Morse                           | Scott Morse          | n/a                           | J.H. Williams III      | Hellboy: Storie dell'Insolito 2 (Magic Press) | Maggio 2005   |
| 5   | Ottobre 2003  | Shattered                                             | Frantumato                            | Ron Marz                              | Jim Starlin          | Dave Stewart                  | J.H. Williams III      | Hellboy: Storie dell'Insolito 2 (Magic Press) | Maggio 2005   |
| 5   | Ottobre 2003  | Doc Hollow's Grand Vibro-Destructo Machine, Episode 5 | n/a                                   | John Cassaday                         | John Cassaday        | Dave Stewart                  | J.H. Williams III      | Hellboy: Storie dell'Insolito 2 (Magic Press) | Maggio 2005   |
| 6   | Dicembre 2003 | Command Performance                                   | Spettacolo a richiesta                | Will Pfeifer                          | Philip Craig Russell | Lovern Kindzierski            | Frank Cho              | Hellboy: Storie dell'Insolito 2 (Magic Press) | Maggio 2005   |
| 6   | Dicembre 2003 | Friday                                                | Venerdì                               | Doug Petrie                           | Gene Colan           | Dave Stewart                  | Frank Cho              | Hellboy: Storie dell'Insolito 2 (Magic Press) | Maggio 2005   |
| 6   | Dicembre 2003 | My Vacation in Hell                                   | La mia vacanza all'inferno            | Craig Thompson                        | Craig Thompson       | n/a                           | Frank Cho              | Hellboy: Storie dell'Insolito 2 (Magic Press) | Maggio 2005   |
| 6   | Dicembre 2003 | Doc Hollow's Grand Vibro-Destructo Machine, Episode 6 | n/a                                   | John Cassaday                         | John Cassaday        | Dave Stewart                  | Frank Cho              | Hellboy: Storie dell'Insolito 2 (Magic Press) | Maggio 2005   |
| 7   | Febbraio 2004 | A Love Story                                          | Una storia d'amore                    | Tommy Lee Edwards                     | Tommy Lee Edwards    | n/a                           | Phil Noto              | Hellboy: Storie dell'Insolito 2 (Magic Press) | Maggio 2005   |
| 7   | Febbraio 2004 | Theatre of the Dead                                   | Il teatro della morte                 | Tom Fassbender e Jim Pascoe           | Simeon Wilkins       | n/a                           | Phil Noto              | Hellboy: Storie dell'Insolito 2 (Magic Press) | Maggio 2005   |
| 7   | Febbraio 2004 | Long Distance Caller                                  | Una chiamata da molto lontano         | Kevin Walker                          | Kevin Walker         | n/a                           | Phil Noto              | Hellboy: Storie dell'Insolito 2 (Magic Press) | Maggio 2005   |
| 7   | Febbraio 2004 | Doc Hollow's Grand Vibro-Destructo Machine, Episode 7 | n/a                                   | John Cassaday                         | John Cassaday        | Dave Stewart                  | Phil Noto              | Hellboy: Storie dell'Insolito 2 (Magic Press) | Maggio 2005   |
| 8   | Aprile 2004   | Fifteen Minutes...                                    | Quindici minuti                       | Jill Thompson                         | Jill Thompson        | n/a                           | Michael William Kaluta | Hellboy: Storie dell'Insolito 2 (Magic Press) | Maggio 2005   |
| 8   | Aprile 2004   | Toy Soldier                                           | Soldati giocattolo                    | Akira Yoshida                         | Kia Asamiya          | Dave Stewart                  | Michael William Kaluta | Hellboy: Storie dell'Insolito 2 (Magic Press) | Maggio 2005   |
| 8   | Aprile 2004   | Professional Help                                     | Aiuto professionale                   | Sarah Dyer                            | Evan Dorkin          | Sarah Dyer                    | Michael William Kaluta | Hellboy: Storie dell'Insolito 2 (Magic Press) | Maggio 2005   |
| 8   | Aprile 2004   | Doc Hollow's Grand Vibro-Destructo Machine, Episode 8 | n/a                                   | John Cassaday                         | John Cassaday        | Dave Stewart                  | Michael William Kaluta | Hellboy: Storie dell'Insolito 2 (Magic Press) | Maggio 2005   |

Hellboy Animated
Fumetti che danno seguito alla versione di Hellboy introdotta con i due lungometraggi animati.
| Data          | Titolo                              | Titolo                               | Titolo italiano                         | Sceneggiatura | Disegni      | Colori          | Copertina      | Edizione italiana                                      | Data italiana |
| ------------- | ----------------------------------- | ------------------------------------ | --------------------------------------- | ------------- | ------------ | --------------- | -------------- | ------------------------------------------------------ | ------------- |
| Ottobre 2006  | Hellboy Animated: Phantom Limbs     | Hellboy Animated: Phantom Limbs      | Non tradotto                            | Jim Pascoe    | Rick Lacy    | Michelle Madsen | Jeff Matsuda   | In allegato al DVD del film animato La spada maledetta | 2008          |
| Gennaio 2007  | Hellboy Animated: The Black Wedding | The Black Wedding                    | Il matrimonio nero                      | Jim Pascoe    | Rick Lacy    | n/a             | Jeff Matsuda   | Le avventure di Hellboy (Magic Press)                  | Maggio 2008   |
| Gennaio 2007  | Hellboy Animated: The Black Wedding | Pyramid of Death                     | Piramide della morte                    | Tad Stones    | Fabio Laguna | n/a             | Jeff Matsuda   | Le avventure di Hellboy (Magic Press)                  | Maggio 2008   |
| Maggio 2007   | Hellboy Animated: The Yearning      | Hellboy Animated: The Yearning       | Non tradotto                            | Jim Pascoe    | Ben Stenbeck | n/a             | Eric Powell    | In allegato al DVD del film animato Fiumi di sangue    | 2008          |
| Giugno 2007   | Hellboy Animated: Judgment Bell     | The Judgment Bell                    | La campana del giudizio                 | Jim Pascoe    | Rick Lacy    | n/a             | Eric Powell    | Le avventure di Hellboy (Magic Press)                  | Maggio 2008   |
| Giugno 2007   | Hellboy Animated: Judgment Bell     | The Menace of the Mechanical Monster | La minaccia della mostruosità meccanica | Tad Stones    | Tad Stones   | n/a             | Eric Powell    | Le avventure di Hellboy (Magic Press)                  | Maggio 2008   |
| Dicembre 2007 | Hellboy Animated: The Menagerie     | The Menagerie                        | Il serraglio                            | Jason Hall    | Rick Lacy    | n/a             | Humberto Ramos | Le avventure di Hellboy (Magic Press)                  | Maggio 2008   |
| Dicembre 2007 | Hellboy Animated: The Menagerie     | Small Victories                      | Piccole vittorie                        | Nate Piekos   | Fabio Laguna | n/a             | Humberto Ramos | Le avventure di Hellboy (Magic Press)                  | Maggio 2008   |

Itty Bitty Hellboy
Da Novembre 2015 e Febbraio 2016 è stata pubblicata una nuova miniserie dedicata a questa versione di Hellboy intitolata Itty Bitty Hellboy: The search for the Were-jaguar scritta da Franco e Art Salazar che si è occupato anche dei disegni, della colorazione e delle copertine. Questo fumetto è attualmente inedito in Italia.
| Nr. | Data           | Titolo                                     | Titolo italiano                                   | Sceneggiatura                   | Disegni      | Colori       | Copertina    | Edizione italiana          | Data italiana  |
| --- | -------------- | ------------------------------------------ | ------------------------------------------------- | ------------------------------- | ------------ | ------------ | ------------ | -------------------------- | -------------- |
| 1   | Agosto 2013    | Enter: Itty Bitty Hellboy                  | Benvenuti a Hellboy baby                          | Art Baltazar e Franco Aureliani | Art Baltazar | Art Baltazar | Art Baltazar | Hellboy baby (Magic Press) | Settembre 2016 |
| 1   | Agosto 2013    | Smashing Walnuts                           | Lo schiaccianoci                                  | Art Baltazar e Franco Aureliani | Art Baltazar | Art Baltazar | Art Baltazar | Hellboy baby (Magic Press) | Settembre 2016 |
| 1   | Agosto 2013    | Gesundheit!                                | Salute                                            | Art Baltazar e Franco Aureliani | Art Baltazar | Art Baltazar | Art Baltazar | Hellboy baby (Magic Press) | Settembre 2016 |
| 1   | Agosto 2013    | Senza titolo                               |                                                   | Art Baltazar e Franco Aureliani | Art Baltazar | Art Baltazar | Art Baltazar | Hellboy baby (Magic Press) | Settembre 2016 |
| 1   | Agosto 2013    | So, where are we going to find a new fort? | Allora, dove lo andiamo a cercare un nuovo forte? | Art Baltazar e Franco Aureliani | Art Baltazar | Art Baltazar | Art Baltazar | Hellboy baby (Magic Press) | Settembre 2016 |
| 1   | Agosto 2013    | A Piece of My Mind or, You Could Use Mine  | Te ne dico quattro o puoi usare il mio            | Art Baltazar e Franco Aureliani | Art Baltazar | Art Baltazar | Art Baltazar | Hellboy baby (Magic Press) | Settembre 2016 |
| 2   | Settembre 2013 | You Call Him Smitty                        | Chiamalo Smitty                                   | Art Baltazar e Franco Aureliani | Art Baltazar | Art Baltazar | Art Baltazar | Hellboy baby (Magic Press) | Settembre 2016 |
| 2   | Settembre 2013 | Let It Out!                                | Liberati                                          | Art Baltazar e Franco Aureliani | Art Baltazar | Art Baltazar | Art Baltazar | Hellboy baby (Magic Press) | Settembre 2016 |
| 2   | Settembre 2013 | Try to Blend In                            | Mimetizzazione                                    | Art Baltazar e Franco Aureliani | Art Baltazar | Art Baltazar | Art Baltazar | Hellboy baby (Magic Press) | Settembre 2016 |
| 2   | Settembre 2013 | It's Still a Creature                      | Che creatura è?                                   | Art Baltazar e Franco Aureliani | Art Baltazar | Art Baltazar | Art Baltazar | Hellboy baby (Magic Press) | Settembre 2016 |
| 2   | Settembre 2013 | Under What? Under Where?                   | Sotto cosa? Sotto dove?                           | Art Baltazar e Franco Aureliani | Art Baltazar | Art Baltazar | Art Baltazar | Hellboy baby (Magic Press) | Settembre 2016 |
| 2   | Settembre 2013 | Quench!                                    | Al fuoco!                                         | Art Baltazar e Franco Aureliani | Art Baltazar | Art Baltazar | Art Baltazar | Hellboy baby (Magic Press) | Settembre 2016 |
| 2   | Settembre 2013 | It's a squatch!                            | E' un Bigfoot!                                    | Art Baltazar e Franco Aureliani | Art Baltazar | Art Baltazar | Art Baltazar | Hellboy baby (Magic Press) | Settembre 2016 |
| 2   | Settembre 2013 | Senza titolo                               |                                                   | Art Baltazar e Franco Aureliani | Art Baltazar | Art Baltazar | Art Baltazar | Hellboy baby (Magic Press) | Settembre 2016 |
| 3   | Ottobre 2013   | Senza titolo                               | Senza titolo                                      | Art Baltazar e Franco Aureliani | Art Baltazar | Art Baltazar | Art Baltazar | Hellboy baby (Magic Press) | Settembre 2016 |
| 3   | Ottobre 2013   | Senza titolo                               |                                                   | Art Baltazar e Franco Aureliani | Art Baltazar | Art Baltazar | Art Baltazar | Hellboy baby (Magic Press) | Settembre 2016 |
| 3   | Ottobre 2013   | Clothing Optional                          | L'abito è un optional                             | Art Baltazar e Franco Aureliani | Art Baltazar | Art Baltazar | Art Baltazar | Hellboy baby (Magic Press) | Settembre 2016 |
| 3   | Ottobre 2013   | Senza titolo                               |                                                   | Art Baltazar e Franco Aureliani | Art Baltazar | Art Baltazar | Art Baltazar | Hellboy baby (Magic Press) | Settembre 2016 |
| 3   | Ottobre 2013   | Senza titolo                               |                                                   | Art Baltazar e Franco Aureliani | Art Baltazar | Art Baltazar | Art Baltazar | Hellboy baby (Magic Press) | Settembre 2016 |
| 3   | Ottobre 2013   | Senza titolo                               |                                                   | Art Baltazar e Franco Aureliani | Art Baltazar | Art Baltazar | Art Baltazar | Hellboy baby (Magic Press) | Settembre 2016 |
| 4   | Novembre 2013  | Senza titolo                               | Senza titolo                                      | Art Baltazar e Franco Aureliani | Art Baltazar | Art Baltazar | Art Baltazar | Hellboy baby (Magic Press) | Settembre 2016 |
| 4   | Novembre 2013  | Senza titolo                               |                                                   | Art Baltazar e Franco Aureliani | Art Baltazar | Art Baltazar | Art Baltazar | Hellboy baby (Magic Press) | Settembre 2016 |
| 4   | Novembre 2013  | Senza titolo                               |                                                   | Art Baltazar e Franco Aureliani | Art Baltazar | Art Baltazar | Art Baltazar | Hellboy baby (Magic Press) | Settembre 2016 |
| 4   | Novembre 2013  | Senza titolo                               |                                                   | Art Baltazar e Franco Aureliani | Art Baltazar | Art Baltazar | Art Baltazar | Hellboy baby (Magic Press) | Settembre 2016 |
| 4   | Novembre 2013  | Senza titolo                               |                                                   | Art Baltazar e Franco Aureliani | Art Baltazar | Art Baltazar | Art Baltazar | Hellboy baby (Magic Press) | Settembre 2016 |
| 4   | Novembre 2013  | Senza titolo                               |                                                   | Art Baltazar e Franco Aureliani | Art Baltazar | Art Baltazar | Art Baltazar | Hellboy baby (Magic Press) | Settembre 2016 |
| 4   | Novembre 2013  | Senza titolo                               |                                                   | Art Baltazar e Franco Aureliani | Art Baltazar | Art Baltazar | Art Baltazar | Hellboy baby (Magic Press) | Settembre 2016 |
| 5   | Dicembre 2013  | Senza titolo                               | Senza titolo                                      | Art Baltazar e Franco Aureliani | Art Baltazar | Art Baltazar | Art Baltazar | Hellboy baby (Magic Press) | Settembre 2016 |
| 5   | Dicembre 2013  | Senza titolo                               |                                                   | Art Baltazar e Franco Aureliani | Art Baltazar | Art Baltazar | Art Baltazar | Hellboy baby (Magic Press) | Settembre 2016 |
| 5   | Dicembre 2013  | Senza titolo                               |                                                   | Art Baltazar e Franco Aureliani | Art Baltazar | Art Baltazar | Art Baltazar | Hellboy baby (Magic Press) | Settembre 2016 |
| 5   | Dicembre 2013  | Senza titolo                               |                                                   | Art Baltazar e Franco Aureliani | Art Baltazar | Art Baltazar | Art Baltazar | Hellboy baby (Magic Press) | Settembre 2016 |
| 5   | Dicembre 2013  | What are you doing, Baba?                  | Cosa stai facendo, Baba?                          | Art Baltazar e Franco Aureliani | Art Baltazar | Art Baltazar | Art Baltazar | Hellboy baby (Magic Press) | Settembre 2016 |
| 5   | Dicembre 2013  | One Pair for Two                           | Un paio per due                                   | Art Baltazar e Franco Aureliani | Art Baltazar | Art Baltazar | Art Baltazar | Hellboy baby (Magic Press) | Settembre 2016 |
| 5   | Dicembre 2013  | Senza titolo                               |                                                   | Art Baltazar e Franco Aureliani | Art Baltazar | Art Baltazar | Art Baltazar | Hellboy baby (Magic Press) | Settembre 2016 |

Per altri media
| Data         | Titolo                   | Titolo italiano | Sceneggiatura                        | Disegni                | Colori                       | Copertina             |
| ------------ | ------------------------ | --------------- | ------------------------------------ | ---------------------- | ---------------------------- | --------------------- |
| Agosto 2002  | The Kabandha             | n/a             | Mike Mignola, Jai Nitz e Philip Reed | Zach Howard            | Peter Bergting e Philip Reed | n/a                   |
| Agosto 2002  | The Astromagnet          | n/a             | Jai Nitz e Philip Reed               | Peter Bergting         | Alex Fernandez               | n/a                   |
| Gennaio 2008 | Hellboy: The Golden Army | n/a             | Mike Mignola e Guillermo del Toro    | Francisco Ruiz Velasco | Francisco Ruiz Velasco       | Copertina fotografica |